# コンコルド
コンコルド
ブリティッシュ・エアウェイズのコンコルド
- 用途：旅客機
- 分類：超音速民間旅客機
- 製造者：アエロスパシアル、BAC
- 運用者
  - ブリティッシュ・エアウェイズ
  - エールフランス
- 初飛行：1969年3月2日
- 生産数：原型2機 先行量産型2機 量産型16機 合計20機
- 運用開始：1976年1月21日
- 退役：2003年11月26日
- 運用状況：退役

コンコルド（フランス語: Concorde）は、イギリスのBACやフランスのシュド・アビアシオンなどが共同で開発した超音速旅客機（英語: SST; supersonic transport）。コンコルドという名前は「調和」「協調」等を意味する。1969年3月1日に試験飛行として初飛行後、1970年11月にマッハ2を超す速度を記録し、1975年に就航、1976年1月21日に運用が開始された。
定期国際航空路線に就航した唯一の超音速旅客機であったが、元々燃費が悪く定員の少なさもあって収益性が低い機体であり、2000年に墜落事故が発生したことや、2001年のアメリカ同時多発テロ事件によって、航空需要全体が低迷する中での収益性の改善が望めなかったことなどから運航停止が決定され、2003年10月までに営業飛行を終了し、同年11月26日に退役した。

## 概要
コンコルドは計20機が生産された。そのうち2機はプロトタイプで、先行量産型が2機、量産型が16機である。
開発当時はパンアメリカン航空や日本航空、ルフトハンザ航空など世界各国のフラッグ・キャリアから発注があったものの、ソニックブーム（騒音）、オゾン層の破壊などの環境問題やオイルショック、開発の遅滞やそれに伴う価格の高騰、また大量輸送と低コスト化の流れを受けてその多くがキャンセルとなった。最終的にはエールフランスと、英国海外航空を継いだブリティッシュ・エアウェイズの2社のみによる運航に留まった。
コンコルドは巡航高度5万5,000から6万フィート（およそ20,000 m）という、通常の旅客機の飛行高度の2倍もの高度（成層圏）を、マッハ2.2で飛行した。定期国際運航路線に就航した唯一の超音速民間旅客機でもあった。2020年3月現在、ボーイング747-400がニューヨークからロンドン間をジェット気流に乗り、3,459マイル（約5,570キロメートル）を4時間56分で飛ぶという、超音速を除く旅客機としては過去最速の記録を有する が、コンコルドは2時間52分59秒で同区間を飛行した。
しかしながらコンコルドは、2000年7月25日に発生した墜落事故、2001年9月11日に発生したアメリカ同時多発テロによって、低迷していた航空需要下での収益性改善が望めなくなった事で、2003年5月にエールフランス、同年10月24日にブリティッシュ・エアウェイズが営業飛行を終了、2003年11月26日のヒースロー空港着陸をもって、同日までに全機が退役した。
超音速飛行を追求した美しいデザインや、数少ない超音速旅客機だったこともあり、全機が退役した現在でもなお、根強い人気を持つ。
コンコルドは三角翼の主翼下にターボジェットエンジンを4基装備したクワッドジェット、フラップやスポイラー等は装備されておらず、両翼にエレボンを3枚ずつ持つ。そして、全長62.1 m、全幅25.6m、翼面積358.3m2、最大重量185.1 t、最大乗客数128人、最大速度マッハ2.02（2180 km/h）、航続距離7,250 km。

## 歴史

### 開発

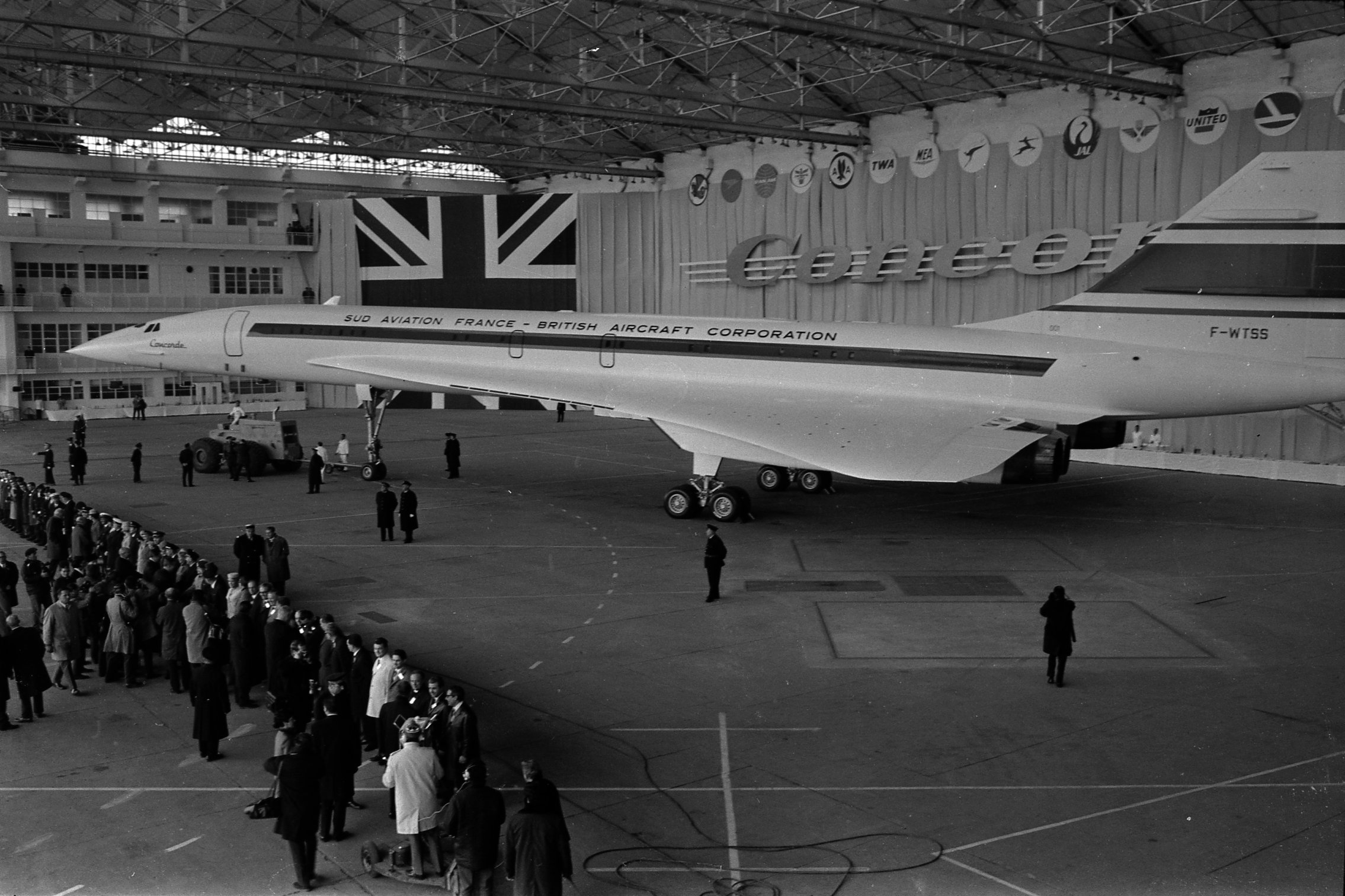
コンコルドの初公開式典（1967年11月12日）

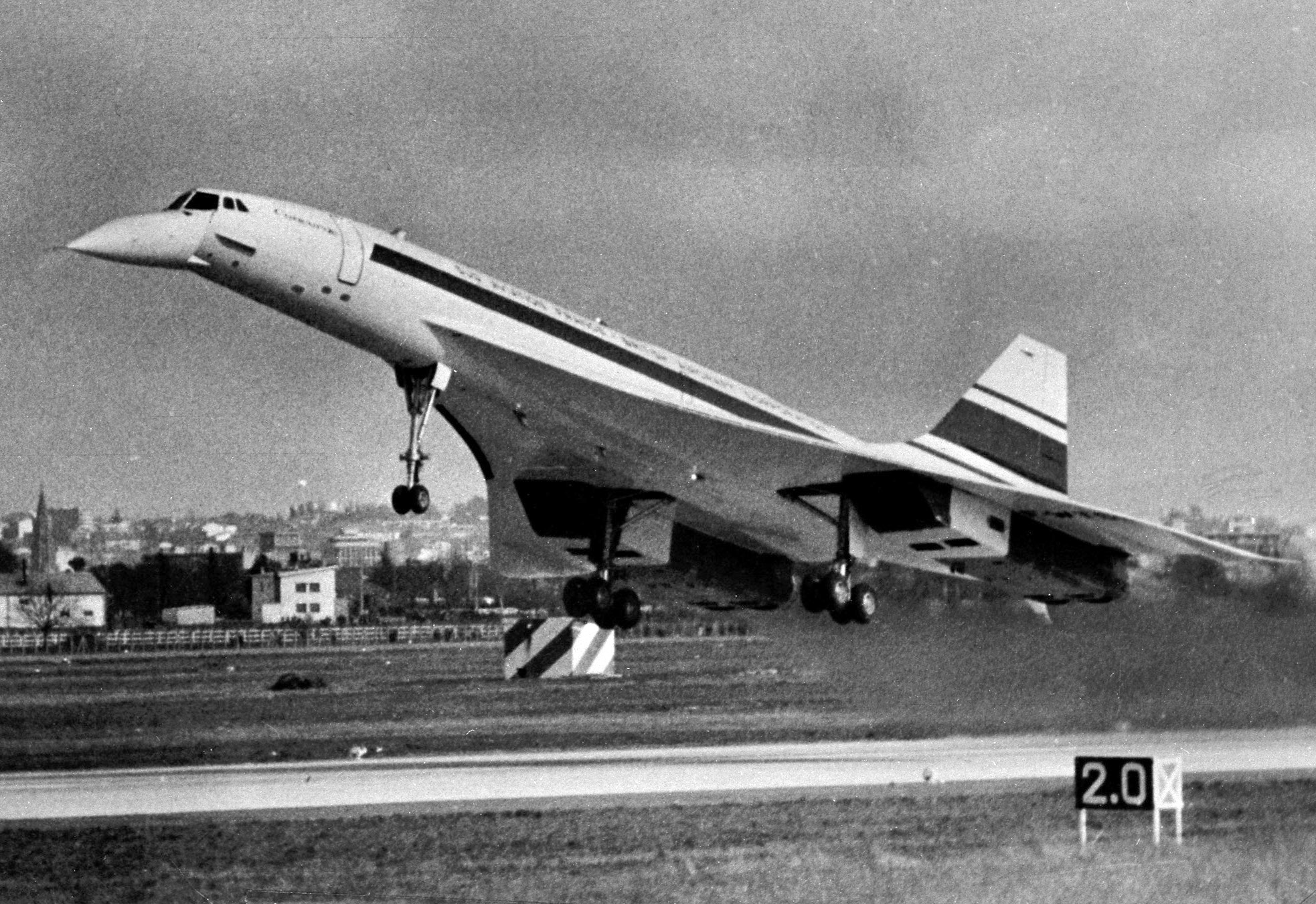
コンコルドの初飛行（1969年3月2日）

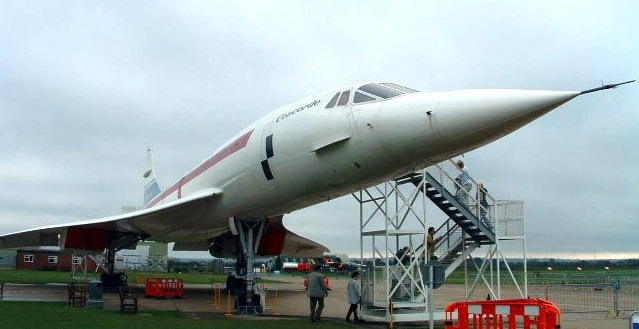
コンコルドのプロトタイプ機

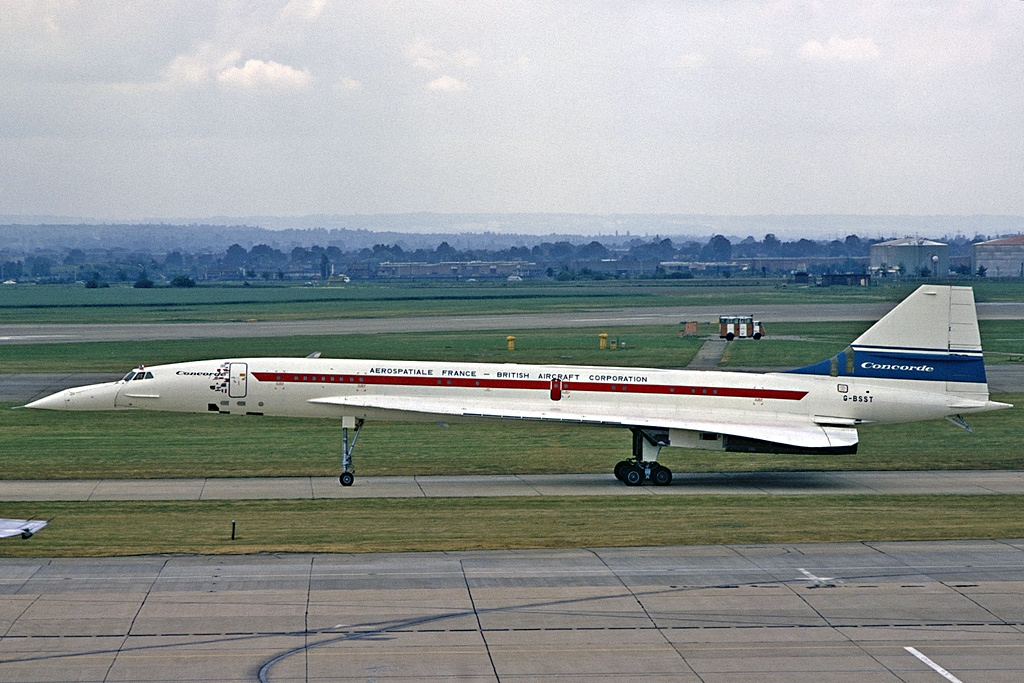
ヒースロー国際空港をタクシングするコンコルドのプロトタイプ機（1972年）

1950年代後半のデハビランド・コメットやボーイング707などの大型ジェット旅客機の就航に次いで、各国が超音速旅客機開発競争にしのぎを削る中、イギリスはブリストル223、フランスはシュド シュペル・カラベルなどの超音速旅客機の研究を独自に行っていた。
しかし開発予算の削減や営業上の競合を避けることから、英仏両国はそれまで独自に行っていた開発を共同で行う方針に転換し、1962年11月29日に両国間で協定書が締結された。イギリスからはBAC、フランスからはシュド・アビアシオンが開発に参加した。
開発の主導権や名称などについて2国間での対立はあったものの、その後開発が進み、エールフランスや英国海外航空、パンアメリカン航空や日本航空、カンタス航空やエア・カナダなど世界各国のフラッグ・キャリアから100機を超える注文が舞い込み、1967年11月12日にはフランスのトゥールーズで原型機が公開された。
1969年3月2日に原型機が初飛行に成功、同年10月1日には音速の壁を突破した。同時にアメリカ合衆国でも超音速旅客機の開発が行われ、ボーイングやロッキード、マクドネル・ダグラスなどによる提案が行われた結果、より高速、大型で可変翼を備えたボーイング2707の開発が進んでおり、同じくパンアメリカン航空や日本航空などからの注文を受けていたが、その後開発がキャンセルされた。
またソビエト連邦でも、同国初の超音速旅客機であるツポレフTu-144の開発が行われ、1968年12月31日に初飛行し、1971年7月1日には量産型が初飛行したが、アエロフロート航空以外に発注する航空会社はなかった。
1972年に入ると、プロトタイプ機が発注を受けた日本やアメリカ合衆国、メキシコをはじめとする世界各国の主要空港をテストを兼ねて飛行したが、その後ソニックブームやオイルショックによる燃料費高騰などを受けて、多くの航空会社が発注をキャンセルした。1976年、フランス政府は再びコンコルドを各国に飛行させて航空会社への売り込みを図った。アジアではシンガポール、香港、マニラ、ジャカルタ、ソウルを回ったが日本は外された。既に日本航空が売り込みに冷淡な態度を示していたことと、騒音に対して厳しい国情であることが知られていたためである。
なお、テスト飛行を重ねた結果、テールコーンや超音速飛行時のコックピット部分のキャノピーなどの形状変更などの改良がなされている。

### 就航
1976年1月21日から定期的な運航を開始し、この日にエールフランスはパリ-ダカール-リオデジャネイロ線に、ブリティッシュ・エアウェイズはロンドン-バーレーン線に就航させ、間もなく他の路線にも就航させた。

### 定期運航路線

#### エールフランス
- パリ-ニューヨーク
- パリ-ダカール-リオデジャネイロ

#### ブリティッシュ・エアウェイズ
- ロンドン-ニューヨーク
- ロンドン-ワシントンD.C.
- ロンドン-バルバドス
- ロンドン-バーレーン-シンガポール（バーレーンからはシンガポール航空との共同運航）
- ロンドン-ワシントンD.C.-ダラス・フォートワース（ワシントンD.C.からはブラニフ航空との共同運航）

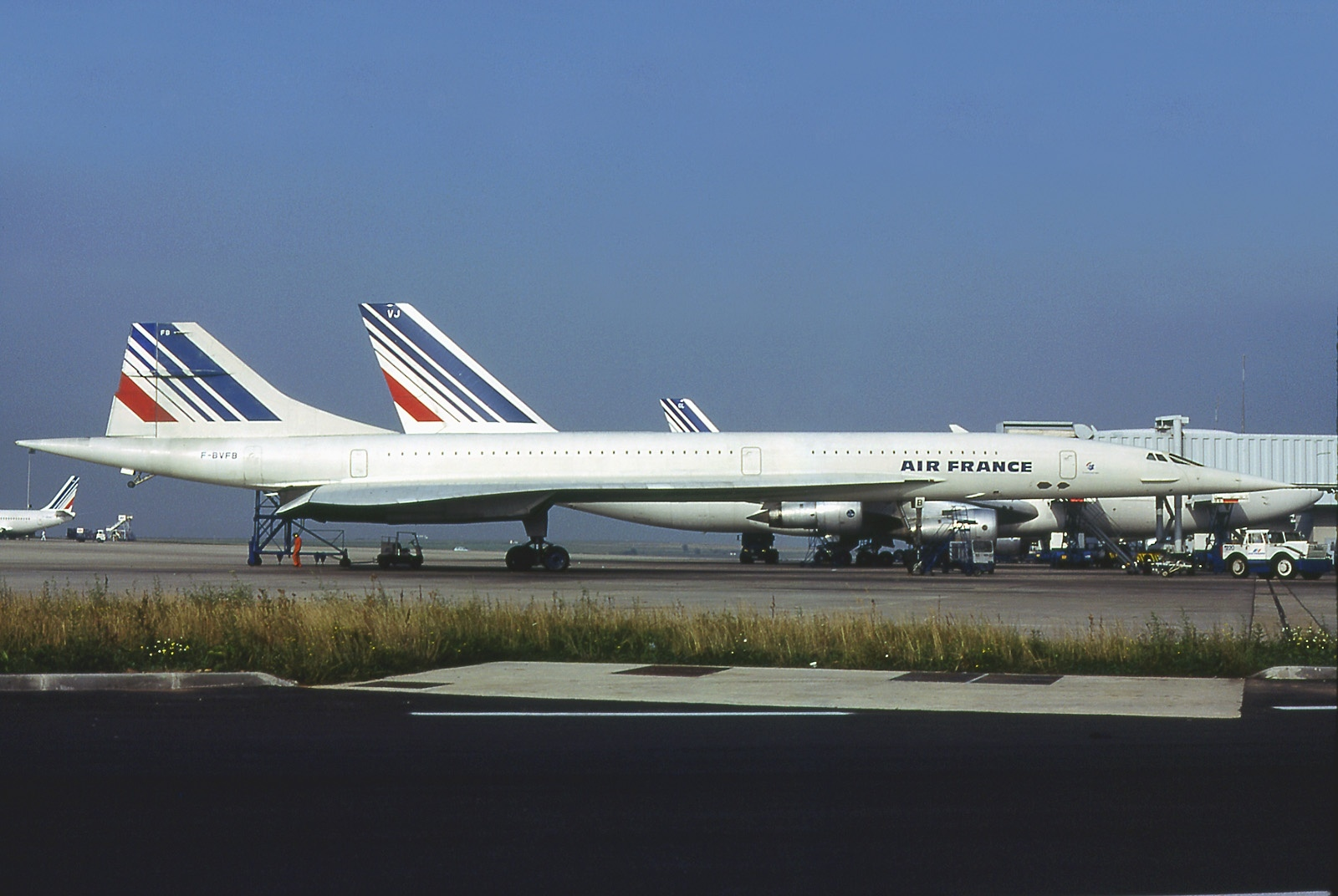
エールフランスのコンコルド（1983年）
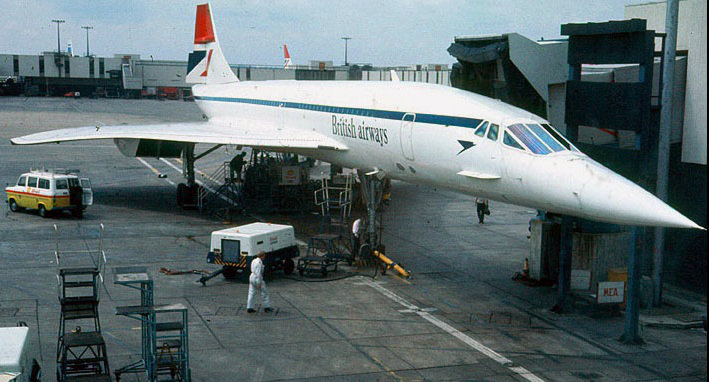
ブリティッシュ・エアウェイズのコンコルド（ヒースロー空港、1980年代前半）
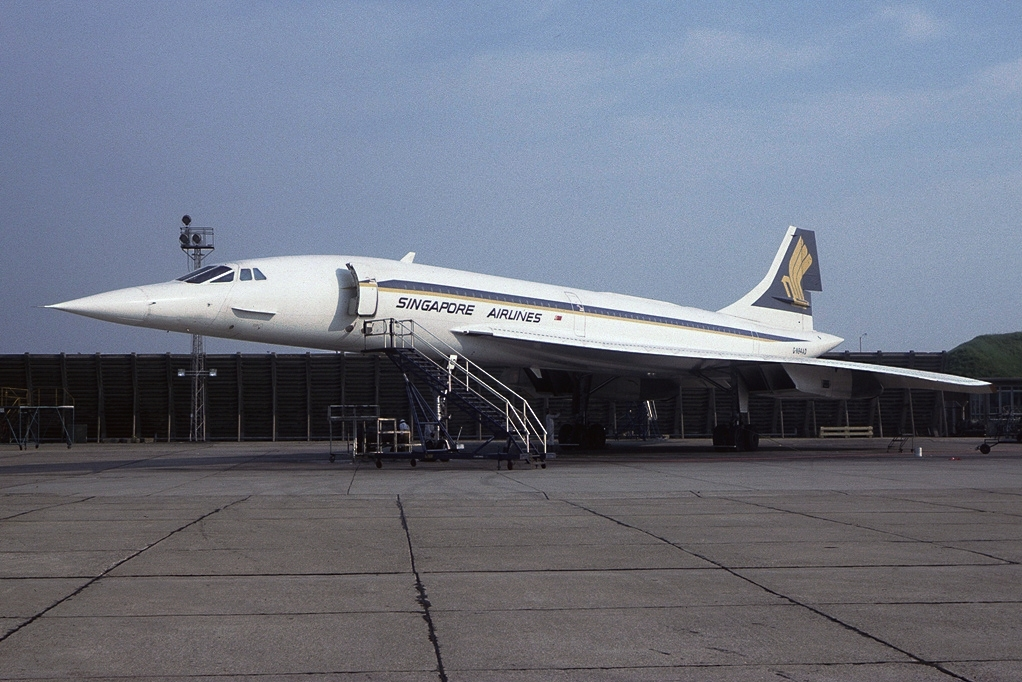
ブリティッシュ・エアウェイズのシンガポール航空塗装のコンコルド（ヒースロー空港、1979年）
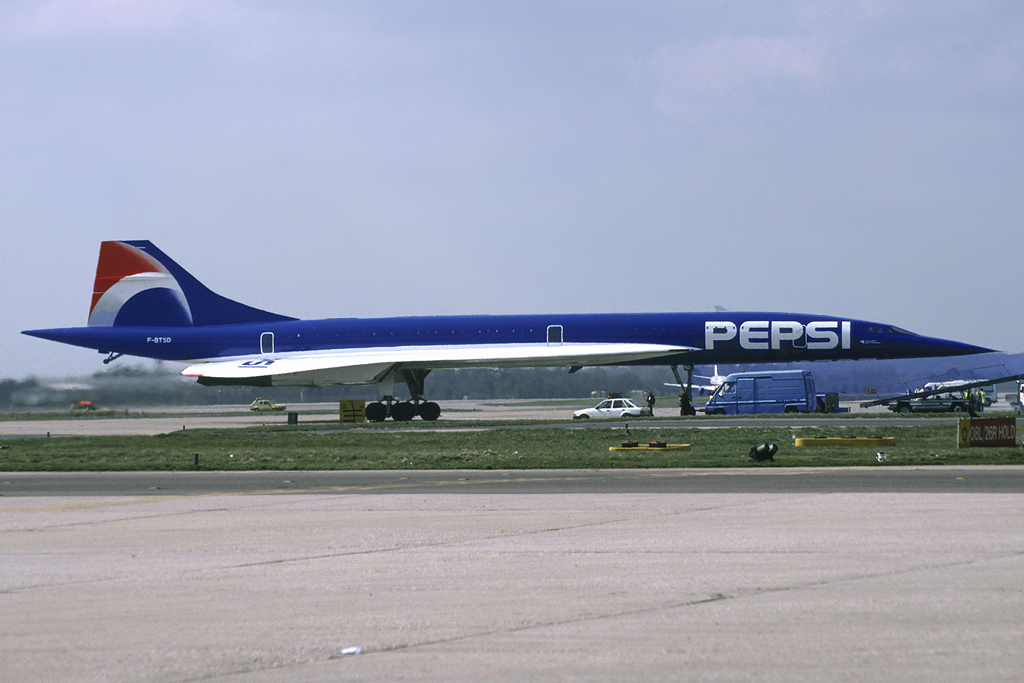
エールフランスのペプシ特別塗装のコンコルド（1996年）

### フラグシップ機

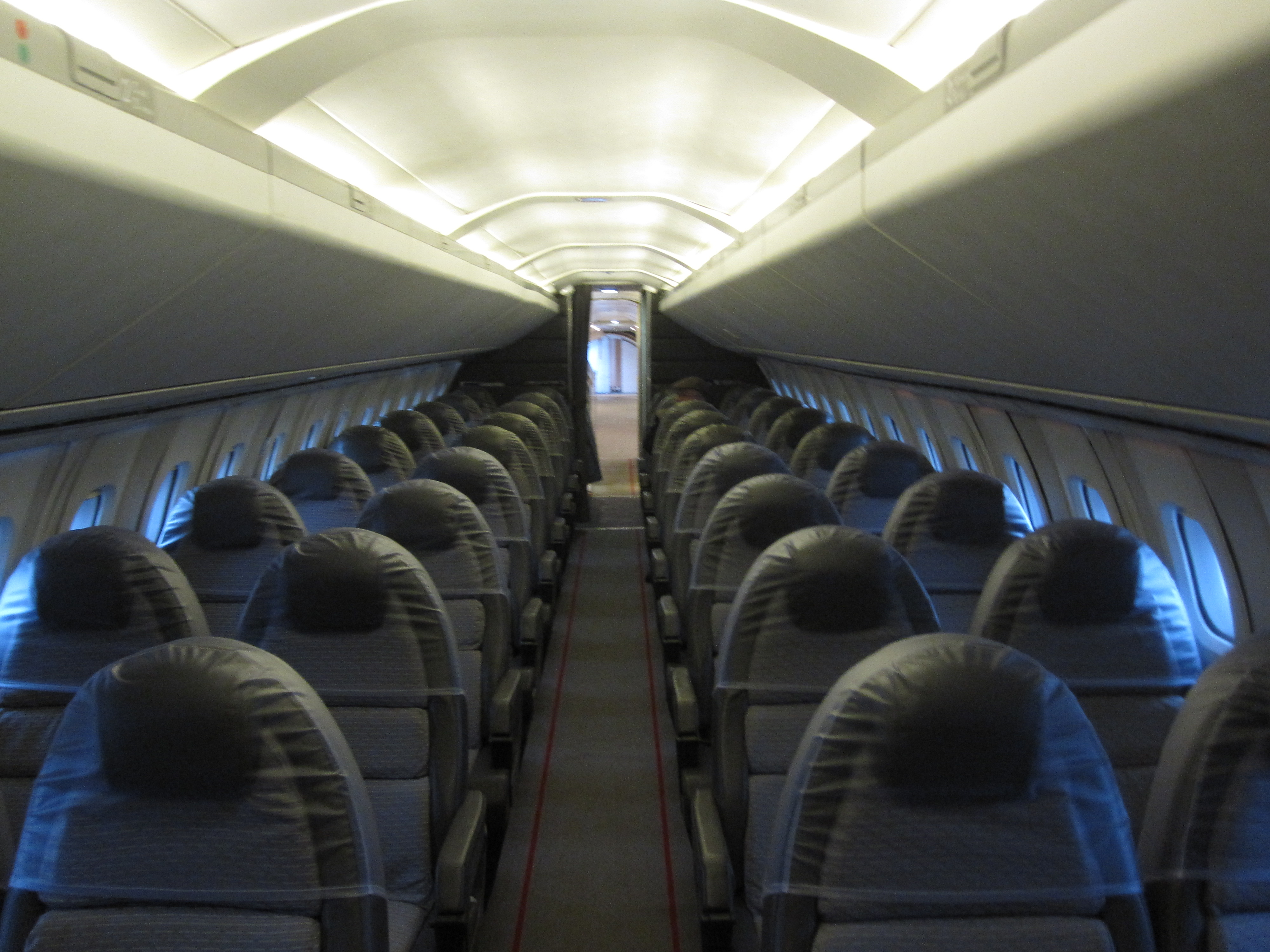
客室内部

エールフランスとブリティッシュ・エアウェイズのわずか2社により、十数機が限られた路線に使用されていたのみだが、高い人気を博したため、2社ともに両社のイメージリーダー兼フラグシップ機として各種広告に使用した。
両社ともに1クラスのみの設定とされたが、在来機種のファーストクラスの上のクラスと位置付けられた。就航先のパリやロンドン、ニューヨークの空港内に専用のラウンジとゲートを備えたほか、これらの空港では、関係当局の協力を受けて発着時に最優先権を与えられた。
またコンコルド専用の資格を持った客室乗務員による、コンコルド専用の機内食メニューや飲み物の提供、コンコルドの乗客専用の各種ギブアウェイや機内販売品の提供など、他の機種にはない特別なサービスが提供された。さらに高い人気を受けて、1990年代後半には、21世紀に入っても継続使用できるように最新のアビオニクスの導入や個人テレビの装着をはじめとする様々な近代化改修を行うことも検討された。
1979年には、ブリティッシュ・エアウェイズとエールフランス航空がそれぞれロンドンとパリからワシントンD.C.に乗り入れるコンコルドを、ブラニフ航空がワシントンD.C.からダラスの区間を引き継いで共同運航した。
しかし、超音速飛行時に発生する衝撃波に対する反対運動などから、アメリカ大陸上空における超音速飛行が許可されなかった上、当初の思惑に反し乗客が集まらなかったことから共同運航は短期間で中止された。 なおブリティッシュ・エアウェイズとシンガポール航空が共同運航した際のような、右舷と左舷サイドで両社の塗装を塗り分けるような施策は行われなかったが、専用の航空券や安全のしおりが用意された。

### 商業的失敗

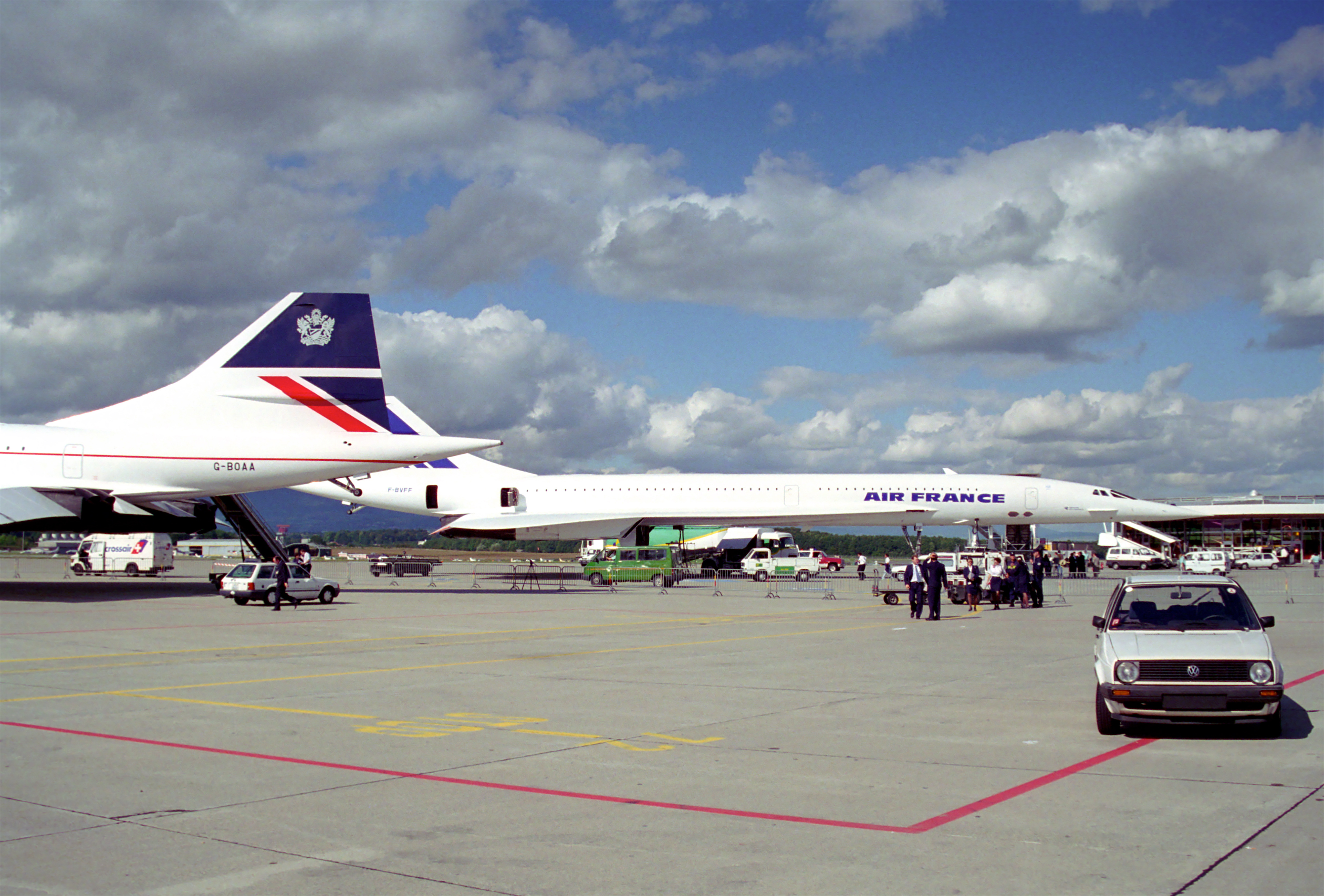
エールフランスとブリティッシュ・エアウェイズのコンコルド

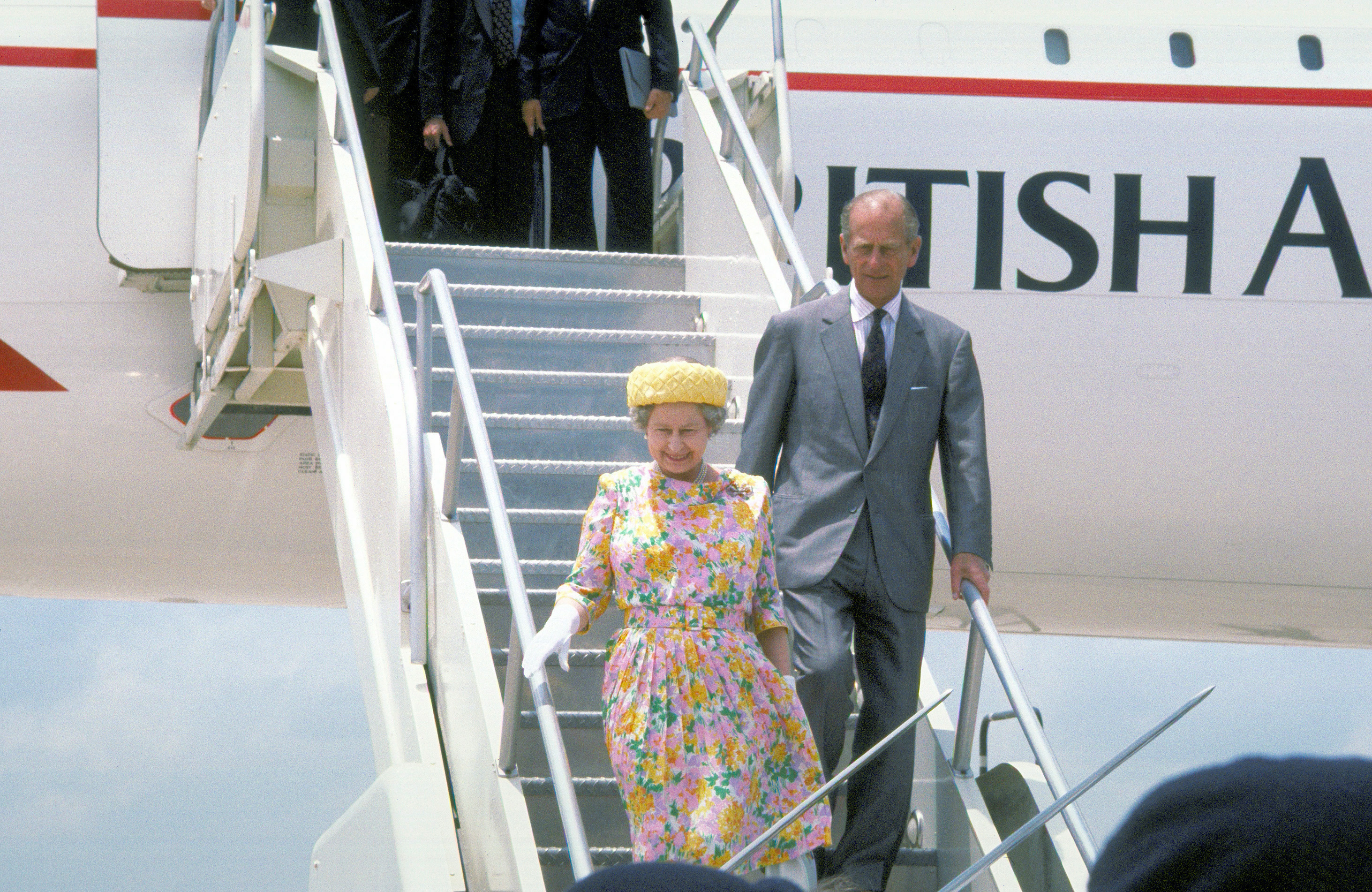
アメリカ合衆国テキサス州訪問にブリティッシュ・エアウェイズのコンコルドを使用した、イギリスのエリザベス2世女王とエディンバラ公夫妻（1991年5月20日）

一時は上記のとおり世界中から受注したもののキャンセルが相次ぎ、最終的に量産機は英仏の航空会社向けに僅か16機が製造されたに過ぎず、1976年11月2日に製造中止が決定された。開発当時は「250機で採算ラインに乗る」ともいわれたが、その採算ラインを大幅に下回る製造数となった。キャンセルされた、または不人気だった理由には、以下のようなものがある。
- 通常よりも長い滑走距離を必要とすること、またその雷鳴に近い音圧の騒音およびソニックブームの影響[9] を避けるために、航路や乗り入れ先を選ぶコンコルドは、限られた航路に就航できたにすぎなかった。さらに、「ソニックブームを発生させる」という理由でアメリカ合衆国を始めとするいくつかの国では、超音速飛行を海上でしか認めなかった。また、ニューヨークのジョン・F・ケネディ国際空港への離着陸が認められるまでにも、環境保護団体からの訴訟があって、裁判による決着を必要とした。
- 航続距離が短いことに加えて、上記の諸事情から、大西洋は飛び越せても、無給油では太平洋を越えられず、西ヨーロッパやアメリカ合衆国本土から日本や香港への無着陸直行便という、当時需要が伸びていた極東路線への就航ができなかった。
- 乗客の定員が100人と少なく、運賃は他機種のファーストクラスの約20%増し[10] と高額であったため、利用者はごく限られていた。経済的にも収益が上がらない上、オイルショックによる原油価格の高騰が、これに拍車をかけた。
- 旅客機による飛行が、エグゼクティブ層向けから運賃が安くなることで大衆化するにつれ、航空業界はボーイング747のように低コストでかつ大量輸送が可能な機体を重視するようになった。なおボーイング747は、コンコルドやボーイング2707の就航後は貨物機に改修されたり、団体客用のチャーター便専用機になることが予想されていた。

これらの理由により、最終的にエールフランスとブリティッシュ・エアウェイズの2社のみによる運航にとどまった上、1980年代後半以降は、競争が激しいロンドン発バーレーン経由のシンガポール線や、亜音速機による無着陸飛行が可能なパリ発のダカール経由のリオデジャネイロ線が運休し、需要と収益性が高い大西洋横断路線への定期運航に集約された。
これらの定期便は、飛行時間短縮を望む裕福な顧客を中心に利用されたほか、余剰機材も団体客向けのチャーター便や、英仏両国の政府専用機としてチャーターされた。

### 墜落事故

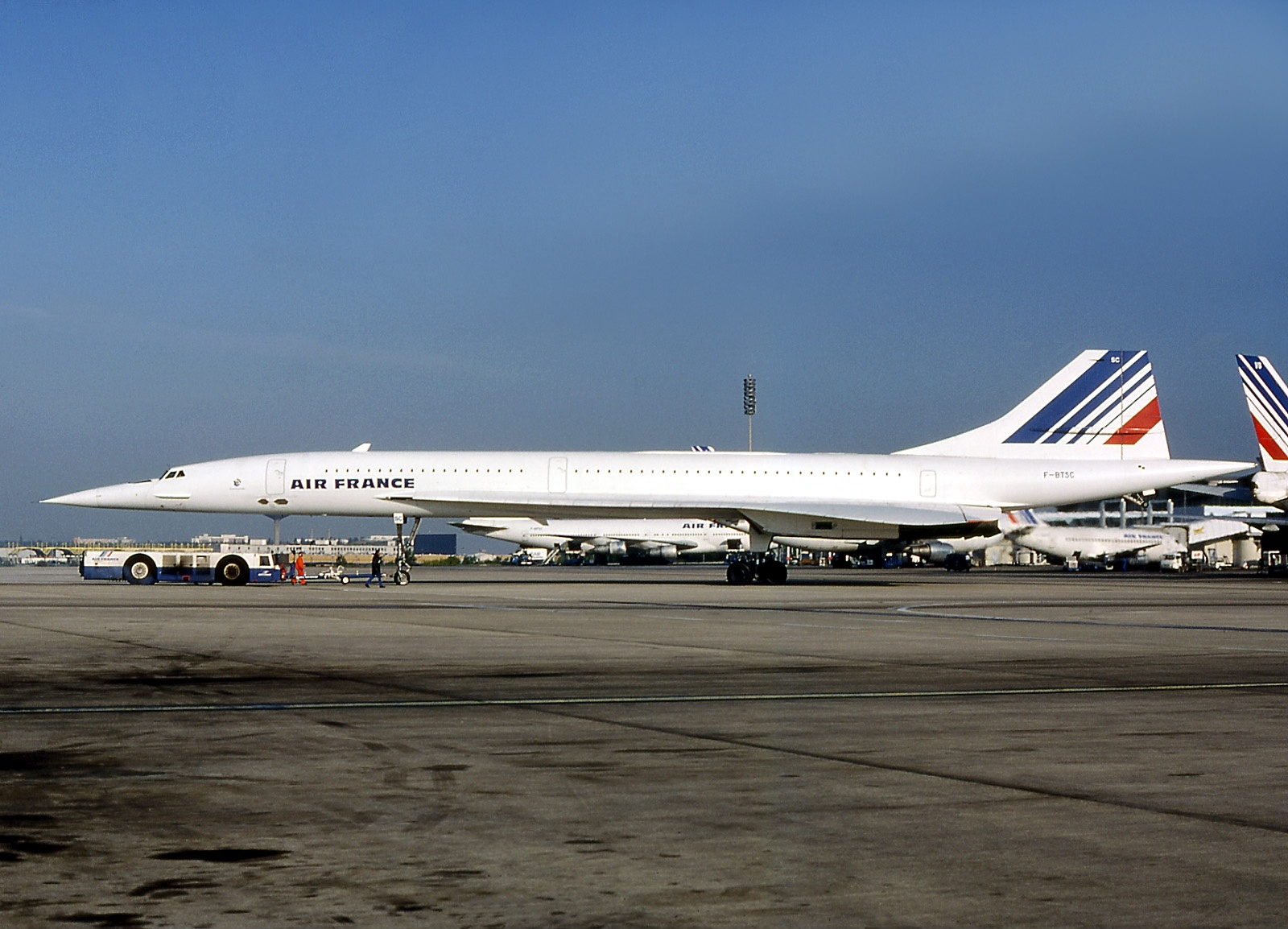
事故機のF-BTSC（1985年）

2000年7月25日、エールフランス機（Model No.101、登録番号F-BTSC）がパリのシャルル・ド・ゴール国際空港を離陸時に、滑走路上に落ちていたコンチネンタル航空のマクドネル・ダグラス DC-10型機から脱落した部品により主脚のタイヤが破裂し、タイヤ片が主翼下面に当たり燃料タンクを破損、直後に漏れ出たケロシンに引火、そのまま炎上し墜落した。空港に隣接したホテルの敷地内に墜落したことから、地上で巻き込まれた犠牲者を含め、113人が死亡するという大惨事になった。

小さなトラブルは頻繁にあったが、1969年の初飛行以来大規模な事故は初めてだった。エールフランスは即日、ブリティッシュ・エアウェイズもイギリスの航空当局が、コンコルドの耐空証明を取り消すことが確実視されたことにより、8月15日に運航停止を決定した。
事故調査に続いて、燃料タンクのケブラー繊維の補強、耐パンク性を強化したミシュラン製のタイヤ、燃焼装置の隔離処理等の改修を受けた後、2001年11月7日に運航が再開された。

### 終焉

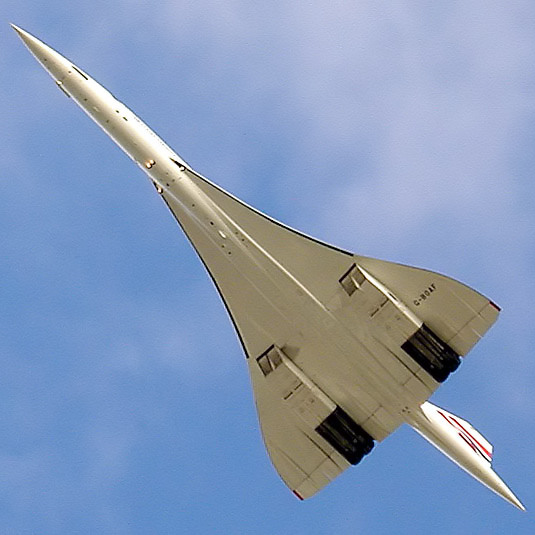
ロンドン・ヒースロー空港からブリストルへのコンコルドの最終飛行（2003年11月26日）

しかし、超音速飛行を行うために燃費が悪く、メンテナンスコストも亜音速機に比べて高くついた。さらに、初就航から25年経ったこともあり航空機関士が必要なコックピットなどの旧式のシステムであるコンコルドの運航はコストがかかっていた。加えて、運航再開直前の9月11日に就航先のニューヨークで発生した同時多発テロで低迷していた航空需要下では、収益性の改善は望み薄となった。この為運航の継続が議論された。
2003年4月10日、ブリティッシュ・エアウェイズとエールフランスは同年10月をもってコンコルドの商用運航を停止することを発表した。エールフランス機は5月、ブリティッシュ・エアウェイズ機も2003年10月24日に最後の営業飛行を終え、後継機もなく超音速旅客機は姿を消した。
一時はヴァージン・アトランティック航空が、普段から貶しているライバルでもあるブリティッシュ・エアウェイズのコンコルドを「1機1ポンドで買い取る」と表明した。ヴァージン・アトランティック航空はコンコルドを買い取る事に熱心だった模様で、機内販売グッズとしてヴァージン・アトランティック航空カラーリングのコンコルド模型を限定販売していた。しかし、これまでに莫大なコストをかけてコンコルドの運航とメンテナンスを行っていたブリティッシュ・エアウェイズは、この申し出を拒絶した。
英仏両国で就役していたコンコルド各機は、イギリスやフランス、アメリカをはじめとする世界各地の航空関連博物館に売却、寄贈され、往時の姿を示している。

## 名称
「コンコルド」という名称は、フランス語の「concorde」と英語の「concord」、両単語とも「協調」や「調和」を意味し、ローマ神話のコンコルディアに由来している。当初イギリスでは英語表記が、フランスではフランス語表記がそれぞれ使用され、日本語表記も「コンコルド」「コンコード」双方が用いられ統一されていなかった。しかし最終的にはフランス語式の最後にeの付く「concorde」表記が、フランス語のみならず英語にもおける両言語共通の正式スペリングとなった。これはフランス側の強い希望による。ただし、英語圏での発音は、フランス語式の「concorde（コンコルド）」よりはむしろ、英語の「concord（コンコード）」の読みに近い。
イギリス国内ではフランス語表記への変更に少なからぬ抵抗があったが、末尾のeはExcellence（優秀）、England（イングランド）、Europe（ヨーロッパ）、Entente（英仏協商）を表すとして妥協が図られた。
なお、フランス語のconcordeは「調和」の意味では女性名詞だが、この航空機の意味では男性名詞である。

## 技術

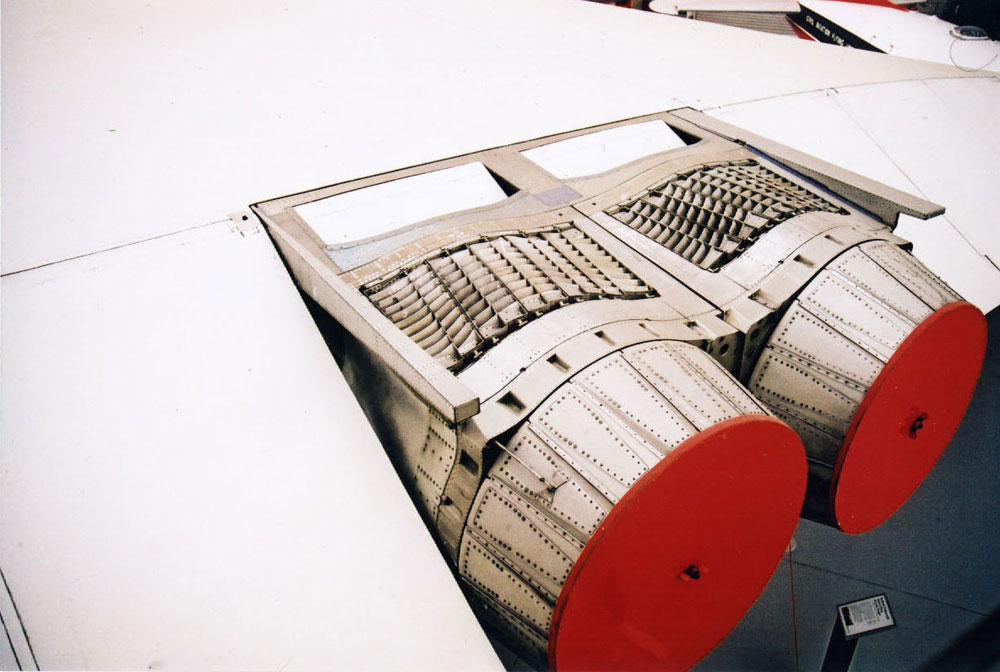
ロールス・ロイス オリンパス593 Mk610ターボジェットのノズル

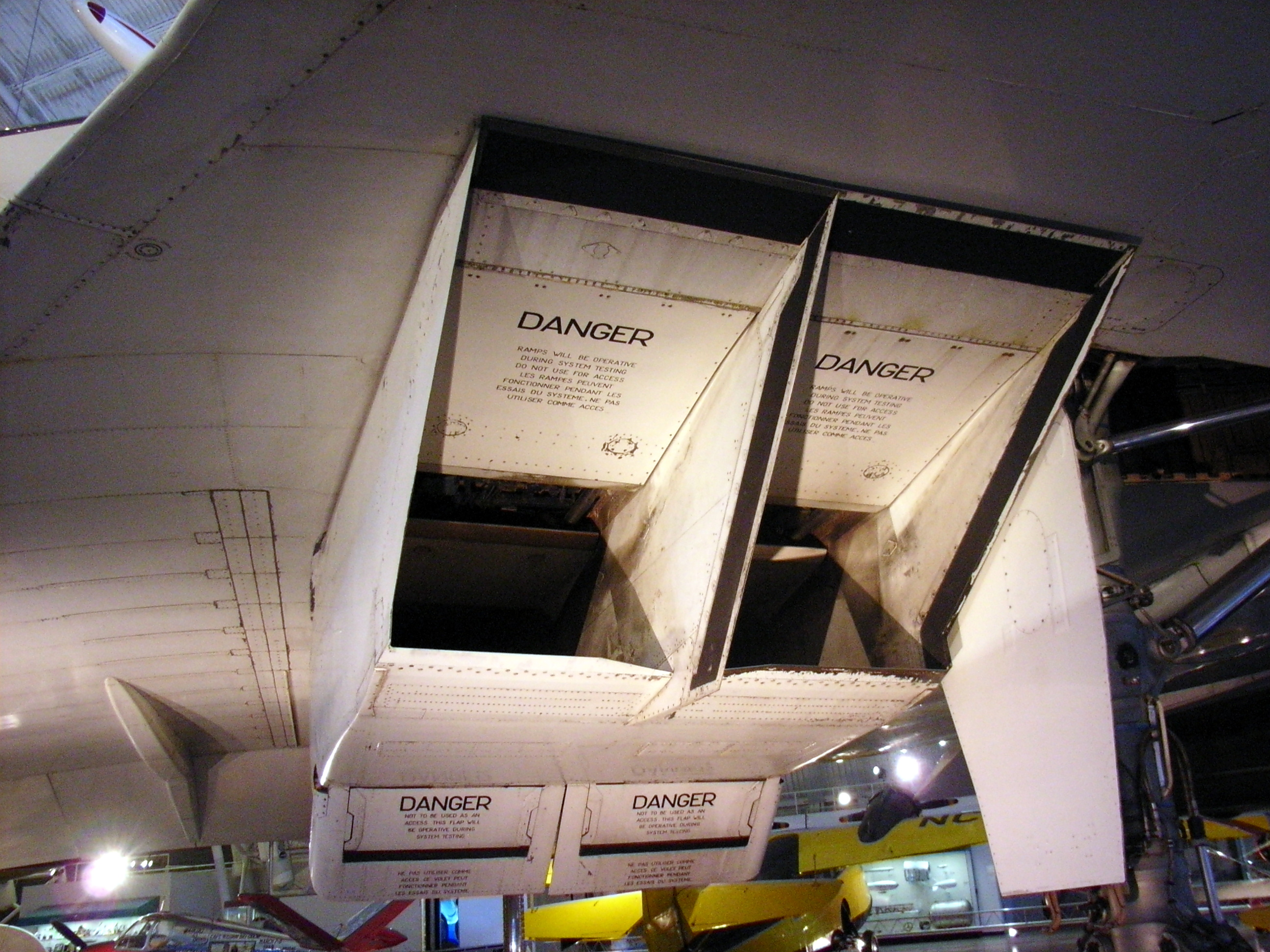
エアインテーク

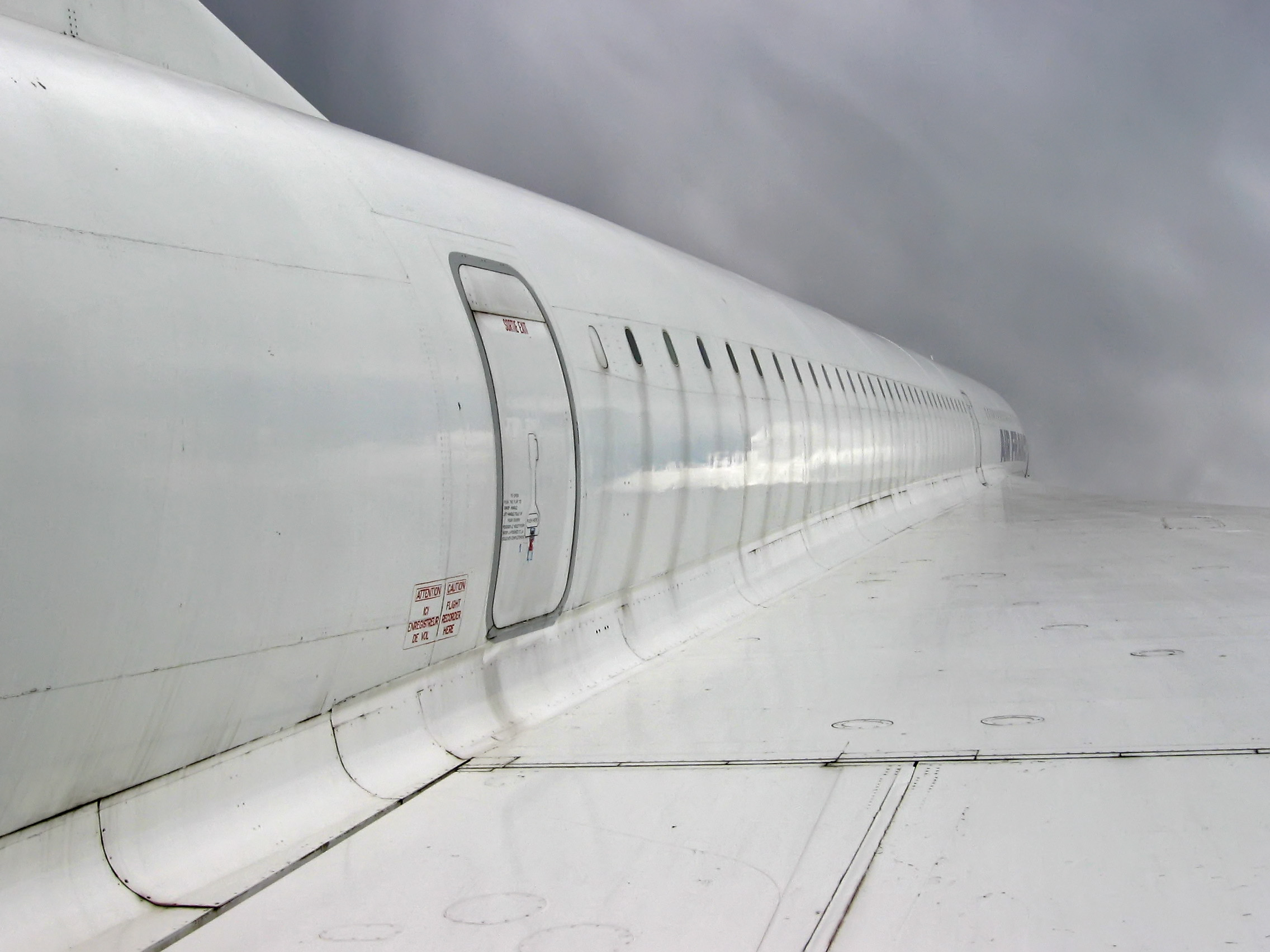
胴体側面
非常に小さい窓が並ぶ

アナログ式のフライ・バイ・ワイヤを採用した世界初の旅客機である。主翼後縁の左右合計6枚のエレボンと上下分割式の2枚の方向舵の、合計8枚の操縦翼面のコントロールはコックピットからの電気信号により制御されている。またトリム制御用の燃料移送システムを備えた。超音速への加速時や超音速からの減速時には揚力中心の位置が変動する。このとき操縦翼面によってトリム制御を行うと空気抵抗を増加させてしまうため、コンコルドでは必要に応じて燃料を前部または後部のタンクに移送することで揚力中心に応じた機体重心の位置を制御した。このシステムにより、空気抵抗を増加させることなくトリム調節を可能にした。
コンコルドは超音速飛行での空気抵抗を小さくするために細長い機首を備えているが、これは離着陸時のパイロットの前下方視界を遮ってしまう。特に着陸時には、フラップがないことをカバーするため大きなフレア操作（機首を上に向ける）で進入する。そのため着陸時には12.5度、離陸時には5度、機首が下方に折れ曲がるドループ・ノーズを採用した。これに加えバイザーが折れた機首内に格納され、パイロットの視界を確保する。試作機では17度下方に折れ曲がるようにされたが、これはキャノピーから前に何も見えないので、テストパイロットは断崖絶壁に立たされているような感覚を持ったという。そのため、12.5度に修正された。大きな迎え角は通常で考えると乗客にとっての乗り心地が悪い様に誤解されるが、実際に搭乗すると減速により前下方へと加速度がかかるため迎え角はあまり感じない。進入速度が高速であるため、オーバーランに備え緊急時用に減速用のドラッグシュートも備えられた。
エンジンにはアフターバーナー付きロールス・ロイス オリンパス593 Mk610ターボジェットエンジン、さらに可変空気取り入れ口制御システムを採用した。アフターバーナーは離陸時と超音速への加速時に使用したが、超音速巡航時には使用しなかった。吸気系統は注意深く設計され、超音速巡航時には推力の63%がインテーク系統で、29%が排気ノズルで、8%がエンジンに分布していた。
音速飛行時は機首先端の温度が120 ℃程になる上、マッハ2を超えた場合胴体は91 ℃になる。さらに熱による機体の膨張により、20cmほど全長が伸びる。
客席はエコノミークラス程度のピッチのものが横4列に並び、合計100席が設けられていた。なお機体と窓の熱膨張率が異なるため、前述の高温から窓を大きくできず、その実効面積ははがき程度の大きさである。マッハ2を超えた場合、機内側の窓も継続的に触るのが困難なほど加熱された。
超音速飛行のため様々な新技術を導入したことでメンテナンスコストが増大し、燃費の悪さと相まって導入を躊躇する航空会社が多かったことも、商業飛行の失敗に繋がった。

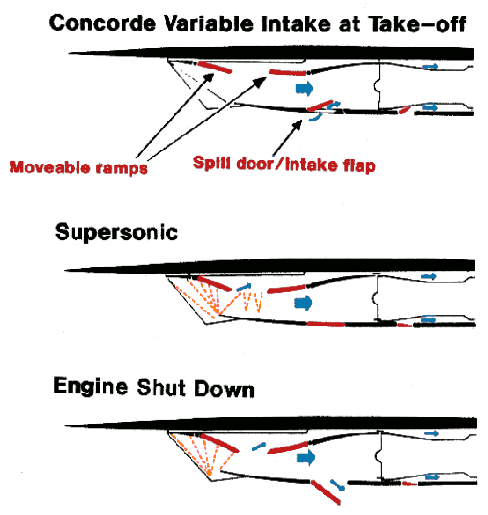
エアインテーク内部の詳細
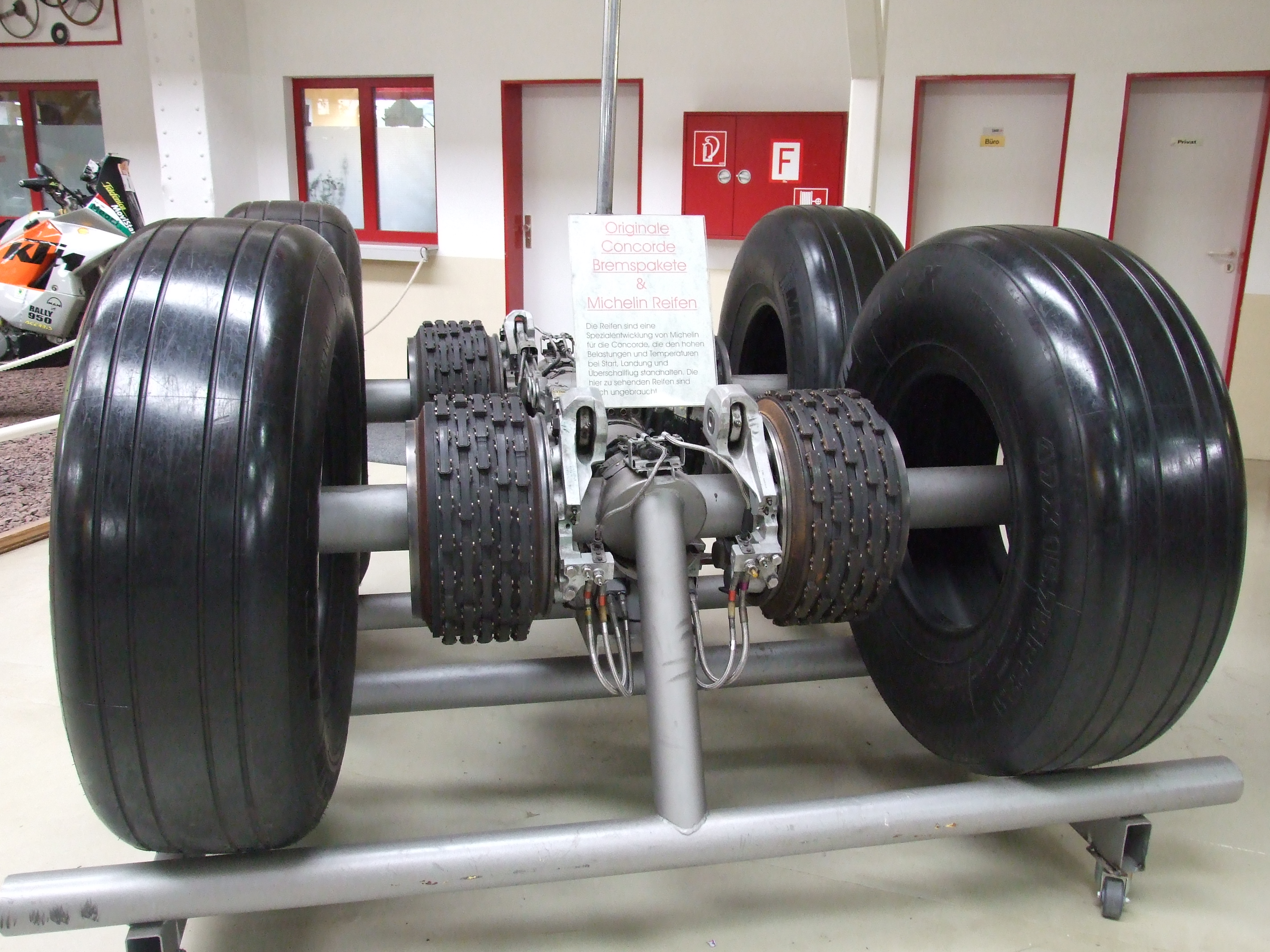
タイヤとブレーキ
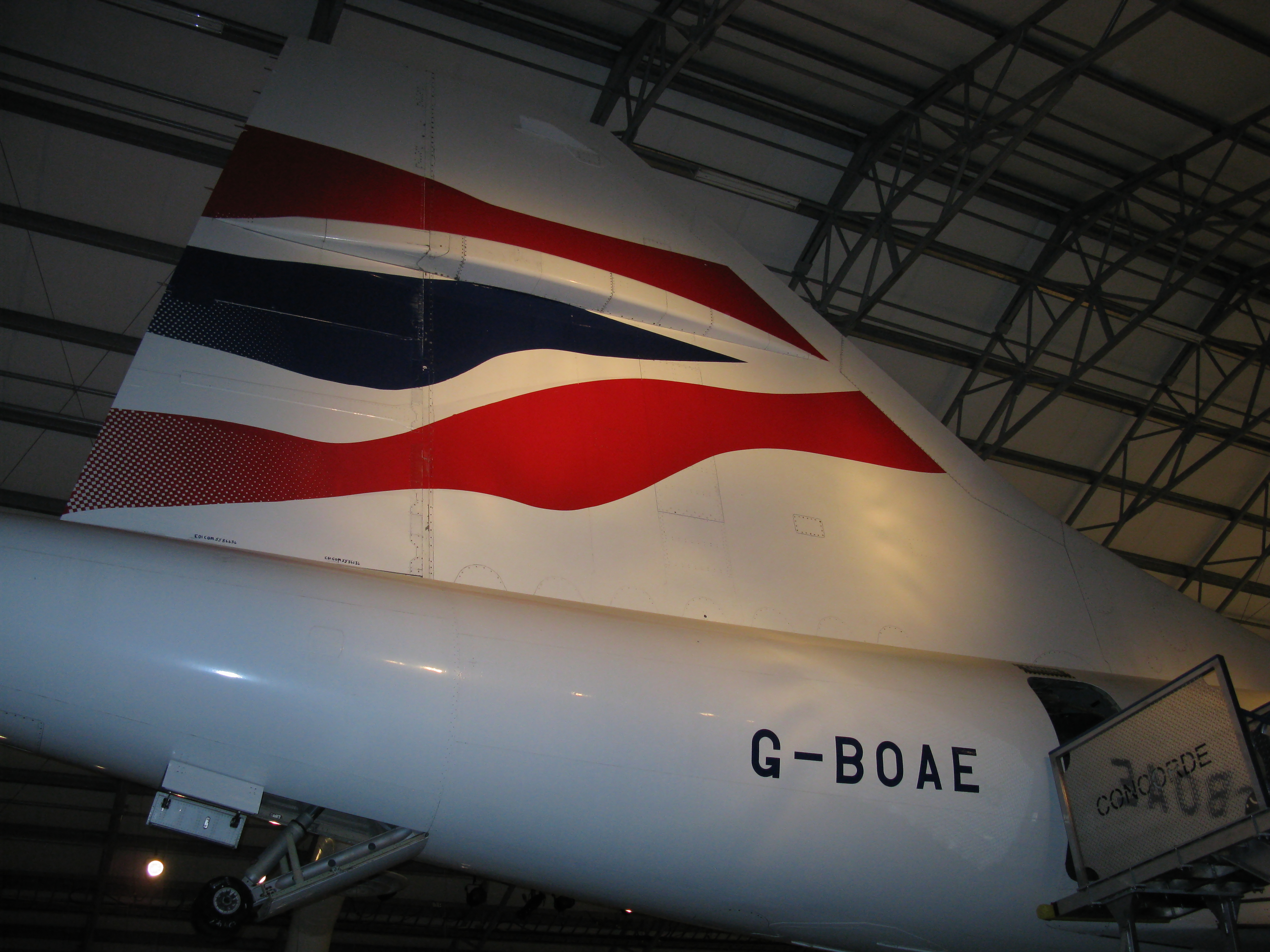
尾翼
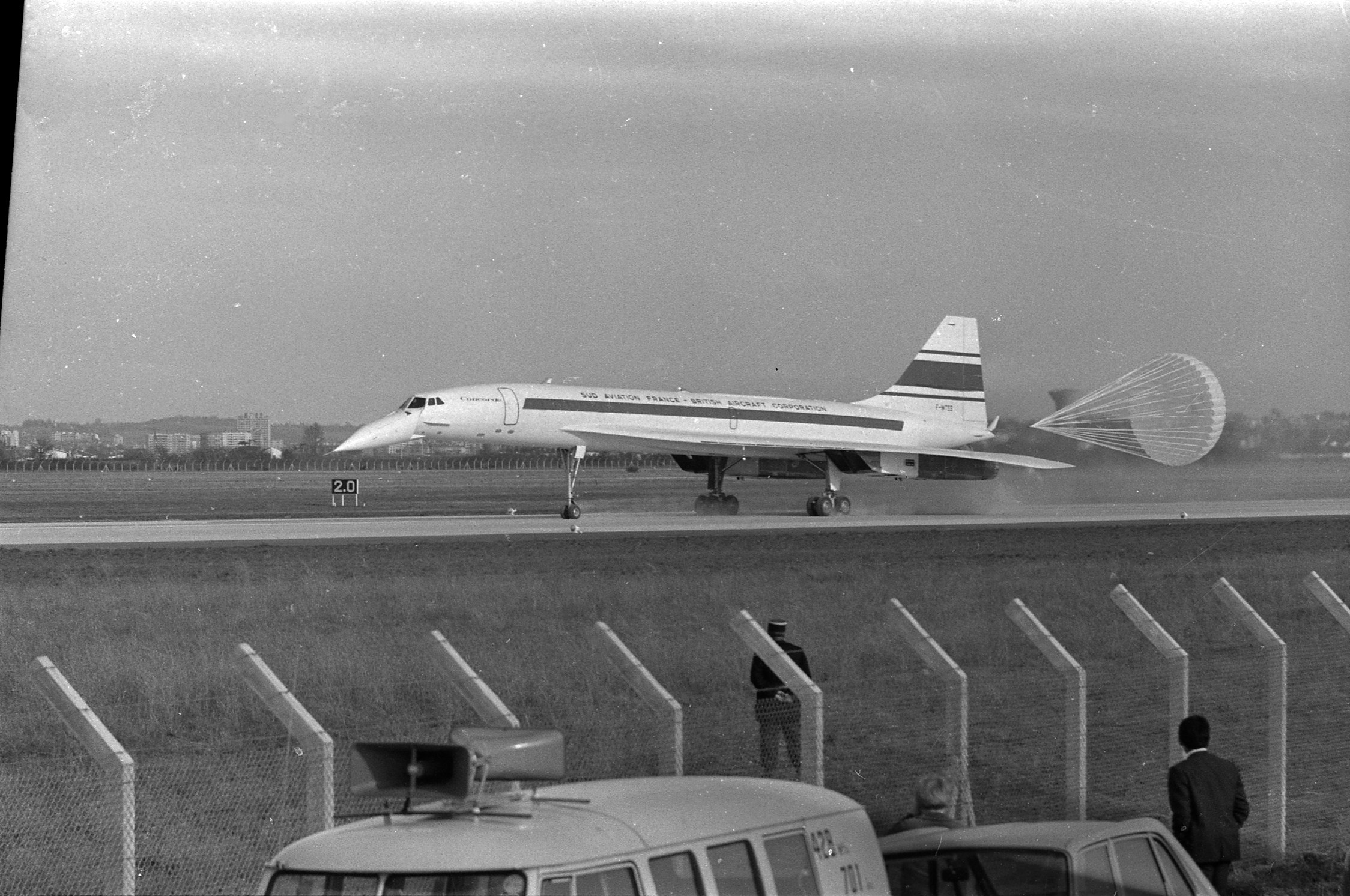
ドラッグシュートの展開

## 仕様

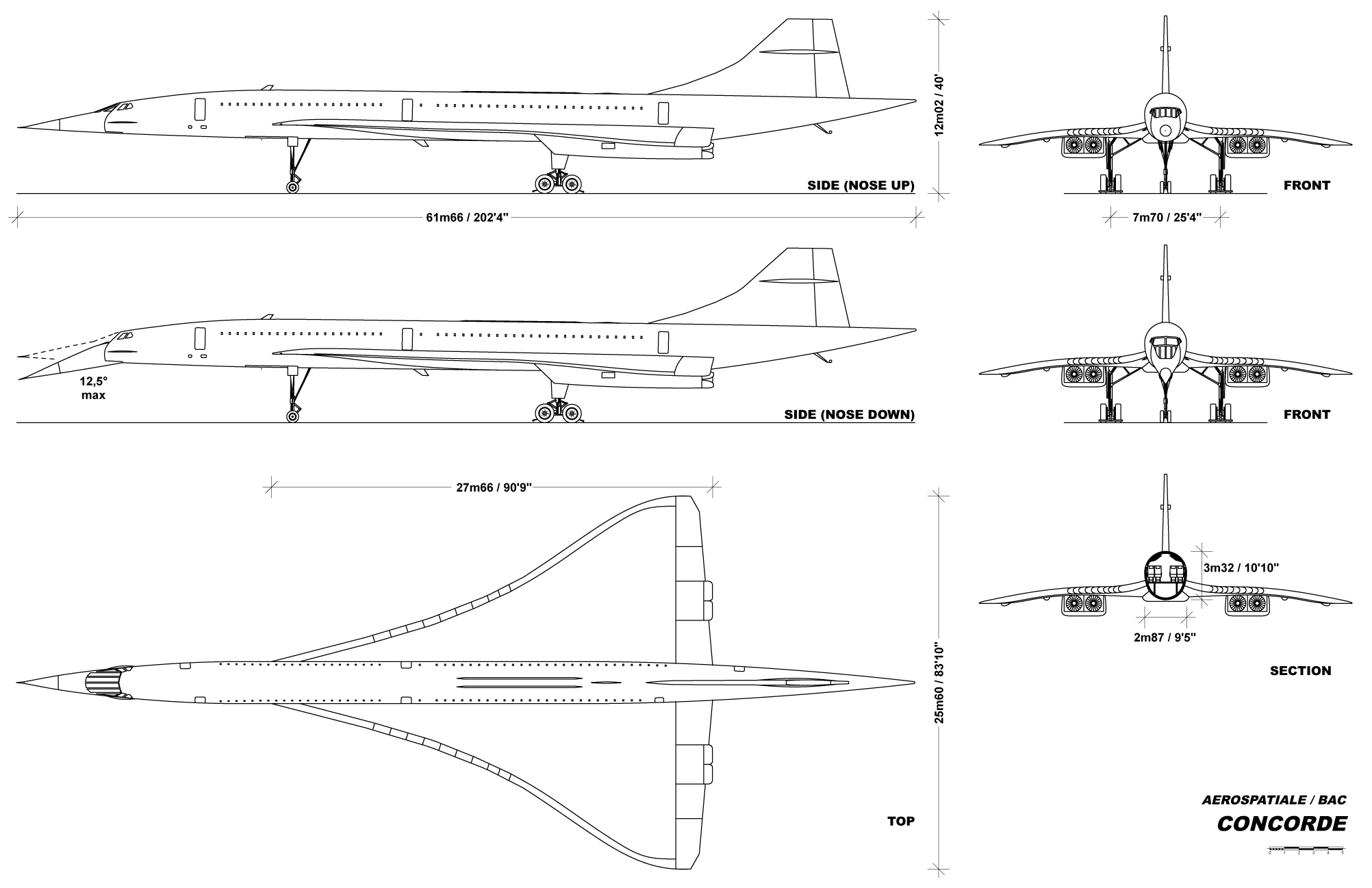
コンコルドの図面

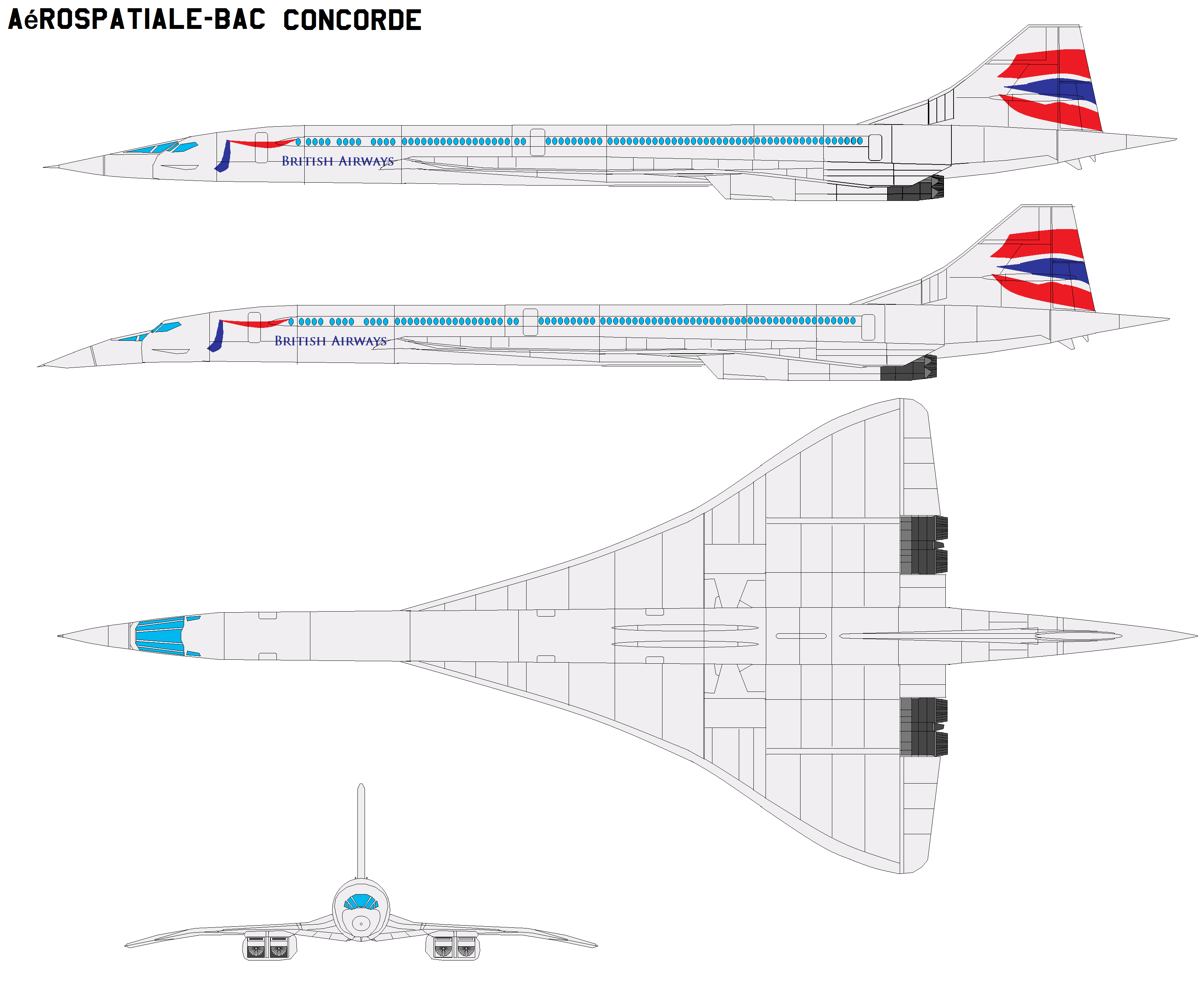

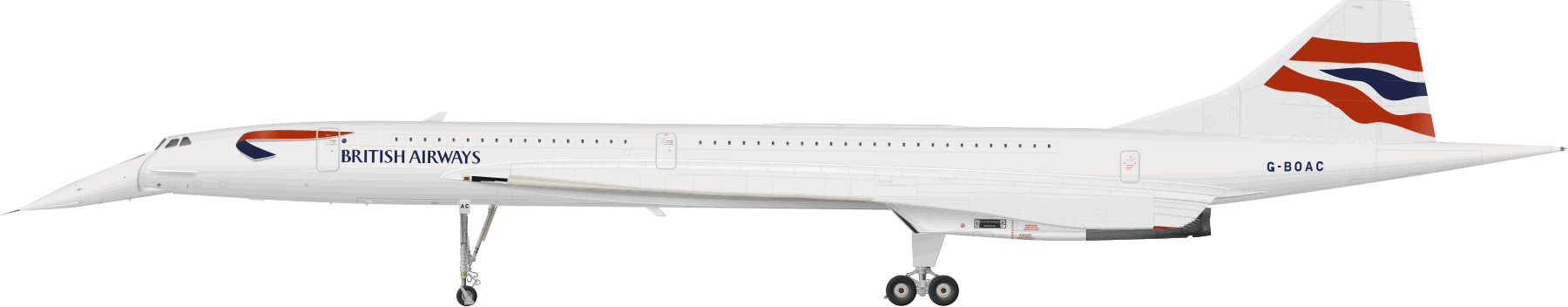
真横から見たコンコルド

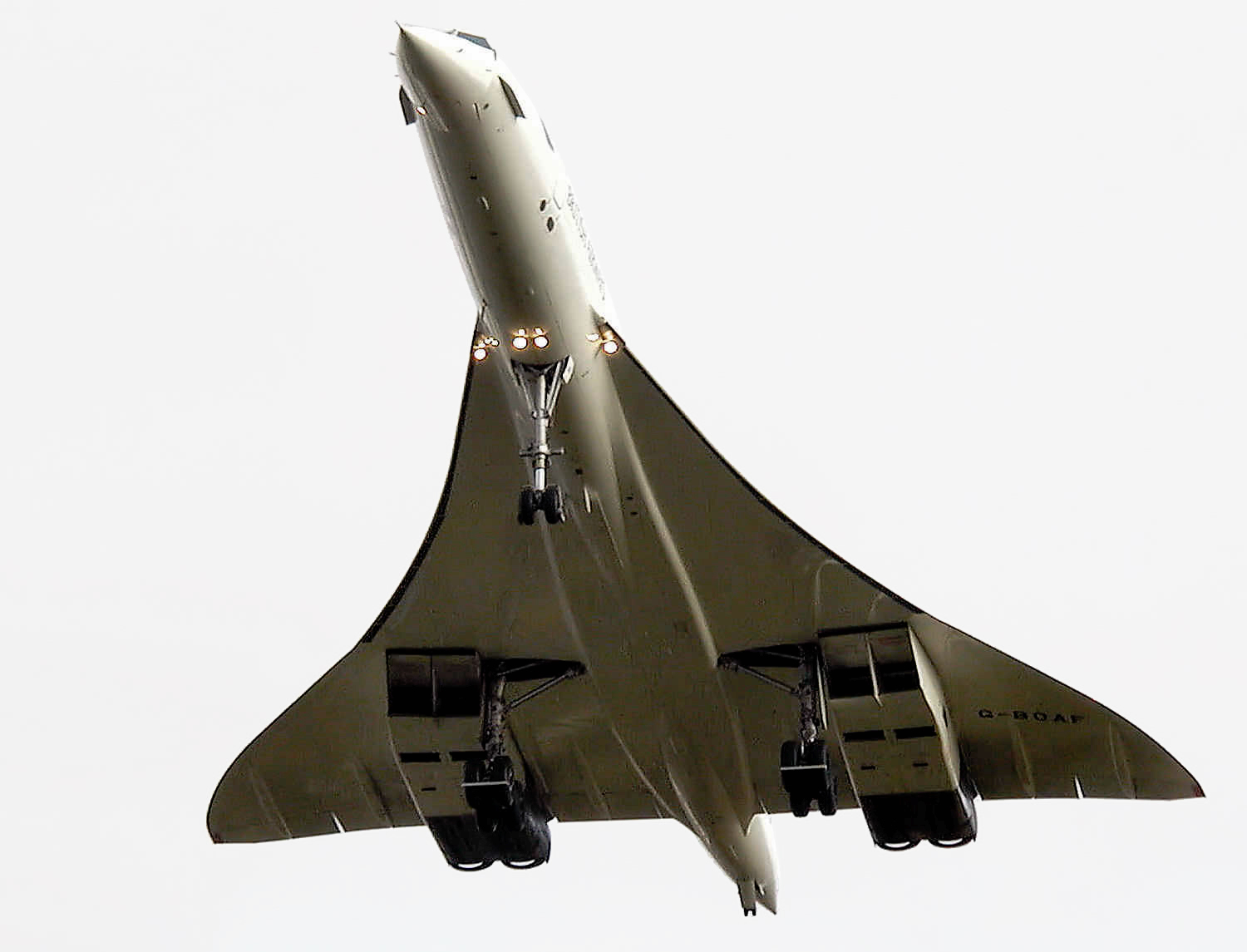
下面から見たコンコルド

### 寸法
- 全長：61.66 m[4]
- 全幅：25.6 m[4]
- 高さ：12.19 m
- 機体幅：2.88 m
- 主翼面積：358.2 m2

### エンジン
- ロールス・ロイス・スネクマ　オリンパス593 Mk610 リヒート付きターボジェット4基

### 重量
- 最大離陸重量：186,800 kg[4]
- 最大着陸重量：111,130 kg

### 飛行性能
- 最大速度 : 2330km/h[4]
- 巡航速度：マッハ 2.04（約2,160km/h）
- 航続距離：7,250 km[4]
- 離陸速度：400 km/h
- 着陸速度：296 km/h

### 客室
客室はフランス出身のインダストリアルデザイナーであるレイモンド・ローウィが担当した。
- 座席数：100席　スーパーソニッククラス（予約クラスコード - R）
座席は通路の両側に2席づつ計25列で100席の構成[6]。全席エコノミークラスとするなどした場合最大140席まで配置可能とされていた[6]。化粧室もついていたが非常に狭かった[14]。機内隔壁にはマッハ計が設けられ、乗客に巡航速度を知らせていた[6]。
この予約クラスはコンコルドの運航が停止された後、しばらくどの航空会社でも前面に押し出して利用することはなかったが、以前ブリティッシュ・エアウェイズのコンコルドを共同運航していたシンガポール航空が、エアバスA380を導入した際に新規導入したクラス「シンガポール航空スイート」の予約クラスとして利用している。

### 製造機材一覧
コンコルド機体毎経歴(英文)参考
| 製造番号 | 製造型式     | 機体登録記号      | 使用用途        | 航空会社           | 初飛行         | 履歴                                                                                       | 現状                                                                           |
| -------- | ------------ | ----------------- | --------------- | ------------------ | -------------- | ------------------------------------------------------------------------------------------ | ------------------------------------------------------------------------------ |
| 001      | プロトタイプ | F-WTSS            | 原型1号機       |                    | 1969年3月2日   | 1973年の日食観測に使用                                                                     | フランス ル・ブルジェ空港内 ル・ブルジェ航空宇宙博物館 展示                    |
| 002      | プロトタイプ | G-BSST            | 原型2号機       |                    | 1969年4月9日   | イギリス製造初号機                                                                         | イングランド ヨービルトン航空博物館 展示                                       |
| 01       | Series100    | G-AXDN            | 量産先行型1号機 |                    | 1971年12月17日 | 1974年に最高速度Mach2.23を記録 1977年に引退後回航時、最短着陸距離1800m以下で成功           | イングランド ダックスフォード航空博物館 展示                                   |
| 02       | Series100    | F-WTSA            | 量産先行型2号機 |                    | 1973年1月10日  | 1973年初訪米時の帰路ワシントン-パリ間で3時間33分を記録                                     | フランス パリ オルリー空港 展示                                                |
| 201      | Series100    | F-WTSB            | 量産型1号機     | エールフランス航空 | 1973年12月6日  |                                                                                            | フランス トゥルーズ空港内博物館 展示                                           |
| 202      | Series100    | G-BBDG            | 量産型2号機     | 英国航空           | 1974年2月13日  |                                                                                            | イングランド ブルックランズ博物館 シミュレーターと併設展示                     |
| 203      | Series101    | F-BTSC(ex.F-WTSC) | 量産型3号機     | エールフランス航空 | 1975年1月31日  |                                                                                            | 2000年7月25日 フランス パリ シャルル・ド・ゴール空港離陸後、墜落事故により喪失 |
| 204      | Series102    | G-BOAC            | 量産型4号機     | 英国航空           | 1975年2月27日  | 一時米ブラニフ航空にリース(N81AC) 1985年に商業飛行で2,380km/hを記録                        | イングランド マンチェスター空港内航空公園 展示                                 |
| 205      | Series101    | F-BVFA            | 量産型5号機     | エールフランス航空 | 1975年10月25日 | 一時米ブラニフ航空にリース(N94FA)                                                          | アメリカ ワシントン スミソニアン国立航空宇宙博物館 展示                        |
| 206      | Series102    | G-BOAA            | 量産型6号機     | 英国航空           | 1975年11月5日  | 一時米ブラニフ航空にリース(N94AA) 1988年ニューヨーク-ロンドン間で2時間55分15秒を記録       | スコットランド イースト・フォーチュン国立航空博物館 展示                       |
| 207      | Series101    | F-BVFB            | 量産型7号機     | エールフランス航空 | 1976年3月6日   | 一時米ブラニフ航空にリース(N94FB)                                                          | ドイツ ジンスハイム自動車・技術博物館 Tu-144と併設展示、いずれも機内見学可能   |
| 208      | Series102    | G-BOAB            | 量産型8号機     | 英国航空           | 1976年5月18日  | 一時米ブラニフ航空にリース(N94AB) 1984年ワシントン-ニース間の最長航続距離を記録            | イングランド ロンドン ヒースロー空港 保管                                      |
| 209      | Series101    | F-BVFC            | 量産型9号機     | エールフランス航空 | 1976年7月9日   | 一時米ブラニフ航空にリース(N94FC)                                                          | フランス トゥルーズ空港 保管                                                   |
| 210      | Series102    | G-BOAD            | 量産型10号機    | 英国航空           | 1976年8月25日  | 一時シンガポール航空と共同運航機となり塗装を一部変更、 その後米ブラニフ航空にリース(N94AD) | アメリカ ニューヨーク イントレピッド海上航空宇宙博物館 展示                    |
| 211      | Series101    | F-BVFD            | 量産型11号機    | エールフランス航空 | 1977年2月10日  | 一時米ブラニフ航空にリース(N94FD) 1982年に引退                                             | 1994年に解体処分                                                               |
| 212      | Series102    | G-BOAE            | 量産型12号機    | 英国航空           | 1977年3月17日  | 一時米ブラニフ航空にリース(N94AE)                                                          | バルバドス クライストチャーチ グラントレー・アダムス国際空港 展示              |
| 213      | Series101    | F-BTSD(ex.F-WJAM) | 量産型13号機    | エールフランス航空 | 1978年6月26日  | 一時米ブラニフ航空にリース(N94SD) 1996年に2週間限定でペプシコーラアドカラーに塗装          | フランス ル・ブルジェ空港内航空宇宙博物館 展示                                 |
| 214      | Series102    | G-BOAG(ex.G-BFKW) | 量産型14号機    | 英国航空           | 1978年4月21日  |                                                                                            | アメリカ シアトル ボーイング・フィールド航空博物館 展示                        |
| 215      | Series101    | F-BVFF(ex.F-WJAN) | 量産型15号機    | エールフランス航空 | 1978年12月26日 |                                                                                            | フランス シャルル・ド・ゴール空港 展示                                         |
| 216      | Series102    | G-BOAF(ex.G-BFKX) | 量産型16号機    | 英国航空           | 1979年4月20日  | 最終製造機                                                                                 | イングランド ブリストル フィルトン空港内博物館 展示                            |

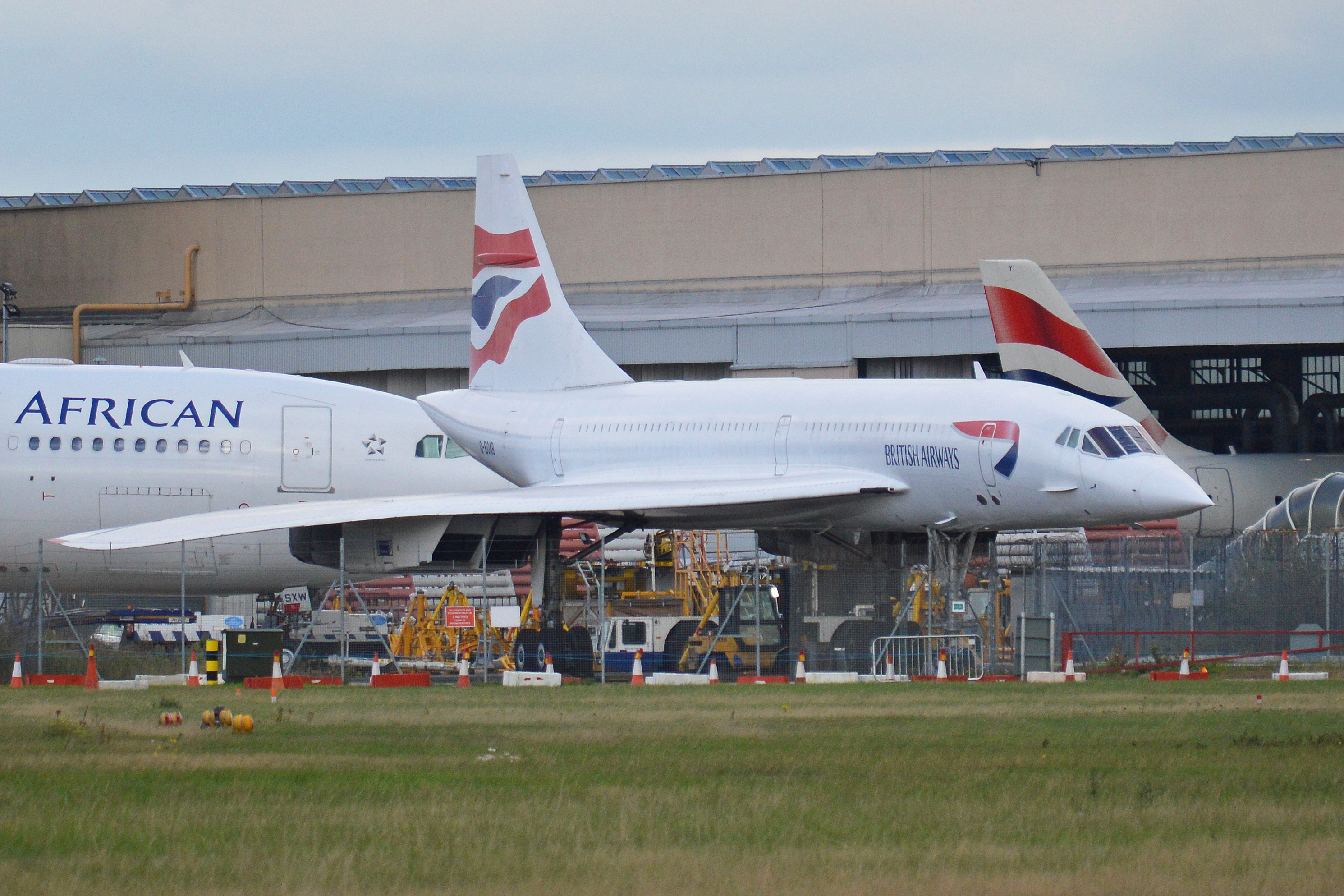
ロンドン・ヒースロー空港に保管されているG-BOAB
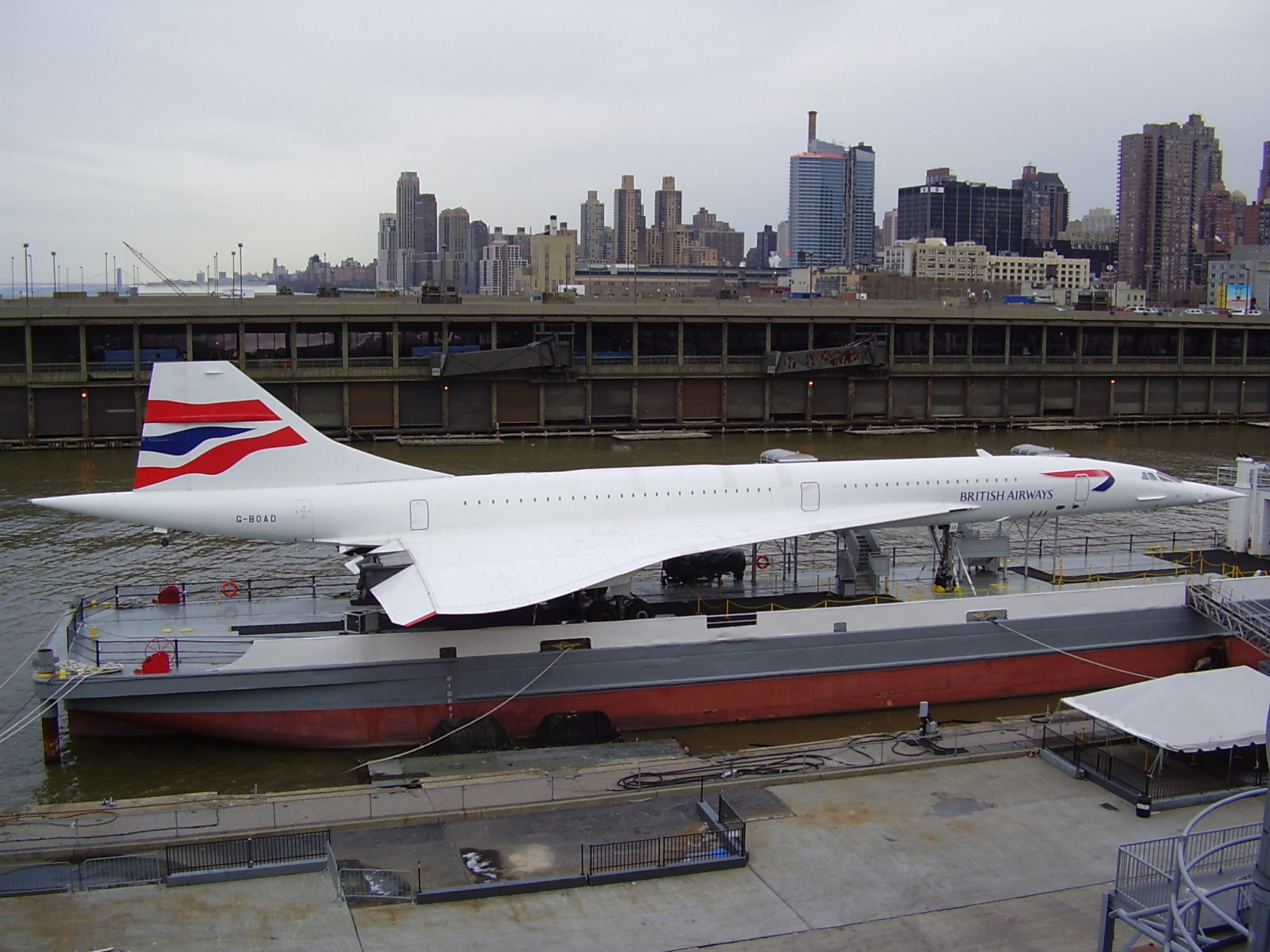
イントレピッド海上航空宇宙博物館に展示されているG-BOAD
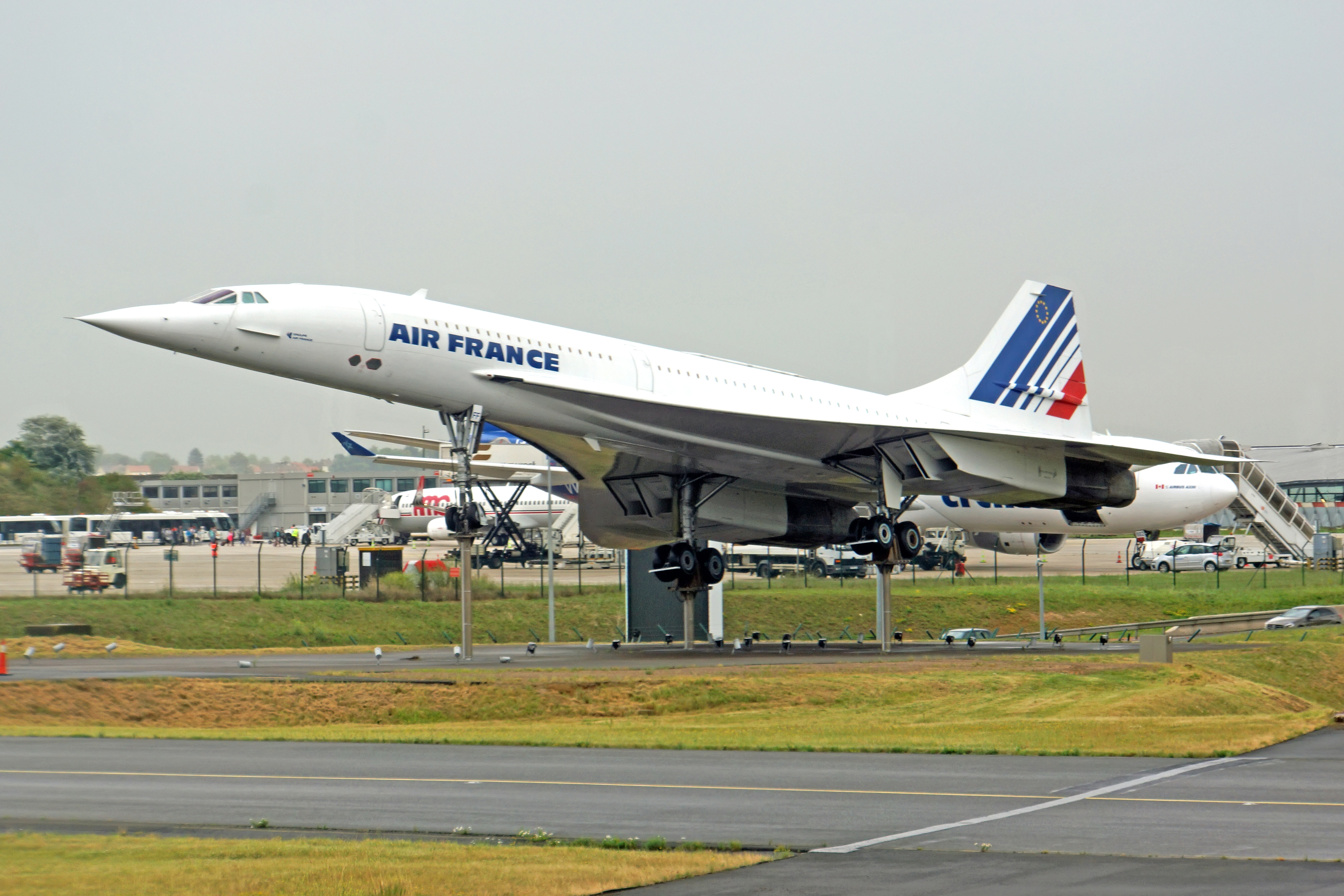
シャルル・ド・ゴール空港に展示されているF-BVFF

## 日本におけるコンコルド

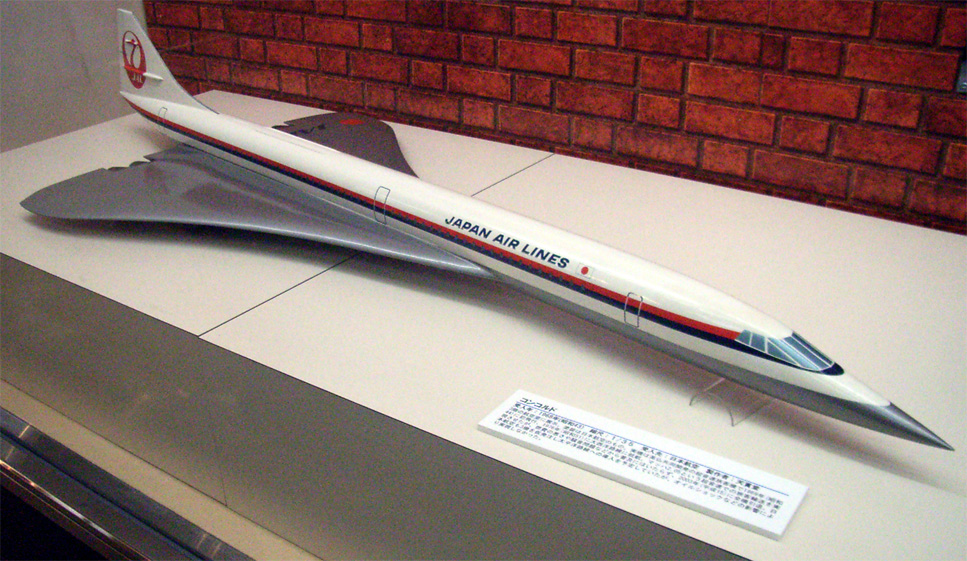
日本航空に3機の導入が予定されていた当時の想像模型（旧交通博物館所蔵）

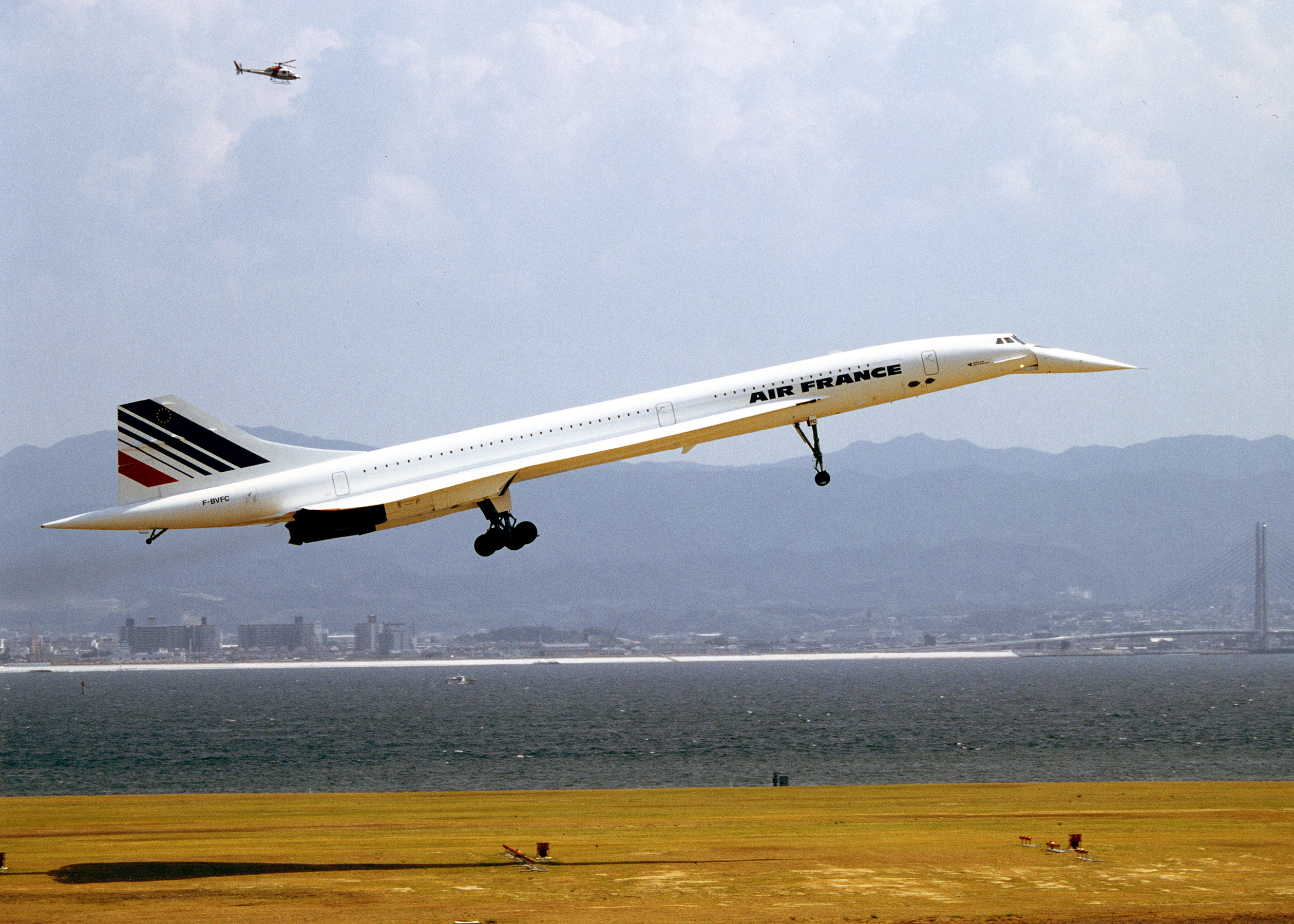
関西国際空港に飛来したエールフランスのコンコルド（1994年9月5日）

フラッグキャリアの日本航空が国際線向けに3機の導入を計画し、1965年に1973年受領の計画で仮発注を行ったが、その後開発遅延により、1973年の第7次契約延長時に翌年末までの仮契約締結意志のない場合、発注の無条件解約を行う文言を加え、発注時に支払った開発分担金70万ドルを返却の上、1974年から78年までの中期計画における機材計画で導入計画を除外、1974年12月の常務会で契約延長が否定的となり、他の大手航空会社と同様にコンコルドの導入をキャンセルした。
計画時には、就航時を想定した2種類の塗装案も作成されてマスメディアに公開され、各種記念品も製作されるなど、大々的な広報・広告活動が行われた。この際に日本航空が展示用として、銀座の模型店・天賞堂に発注した1/35スケールの大型模型が存在する。白地の胴体に赤と青のライン、尾翼には鶴丸マークという日本航空旅客機の標準塗色に仕上げられたこの模型は、1968年に完成して日本航空に納入された。大型模型は同社より神田の旧交通博物館に寄贈されて長らく展示された（右の写真参照）。交通博物館閉館後は鉄道博物館に移管され、現在は2階のコレクションルームに保存されている。
1972年6月12日には羽田空港にもデモンストレーションのため飛来し、午前10時15分に羽田空港へ到着した時には、約5,000名が見物に訪れた。
日本航空が多くの航空会社と同様に発注をキャンセルした上に、大陸間横断のような長距離飛行が不可能だったこともあり、エールフランスとブリティッシュ・エアウェイズの両社ともに、日本への定期路線に就航させることはなかったが、その後も数回に渡りエールフランスのコンコルドが日本へ飛来した。
1979年6月27日には、日本で初めての開催となる東京サミットに出席するフランスのヴァレリー・ジスカールデスタン大統領の搭乗機として、羽田空港に飛来した。また1990年には「'90長崎旅博覧会」のイベント（チャーター便）として長崎空港に飛来したほか、1994年には開港翌日の関西国際空港に飛来した。
日本へ来たのは以下の5回で、デモフライトと、エールフランスの運航によるものである。
- 1972年6月12日-6月15日 羽田空港へデモフライト（登録記号:G-BSST）
- 1986年5月4日-5月7日 羽田空港 - エールフランスによるフランス大統領東京サミット特別機として2機が来訪（登録記号:F-BVFAとF-BVFB）
- 1989年2月23日-2月25日 羽田空港 - エールフランスによる昭和天皇の大喪の礼へのフランス大統領特別機（登録記号:F-BVFC）
- 1990年9月2日-9月3日 長崎空港 - エールフランスによる'90長崎旅博覧会訪欧親善団チャーター便[16]（登録記号:F-BVFF）
- 1994年9月5日 関西国際空港 - エールフランスによる関西空港開港記念チャーター便（登録記号:F-BVFC）
  - またこのチャーター便が、最後の日本寄港となった事にちなみ、関西空港の展望ホール棟にはレストラン「レジェンド・オブ・コンコルド」が2019年まで存在した[17][18]。

日本航空はコンコルドの導入はキャンセルしたが、2017年に超音速旅客機の開発を行うブーム・テクノロジーと資本提携し、20機の優先発注権を確保する予定があると発表した。

## その他

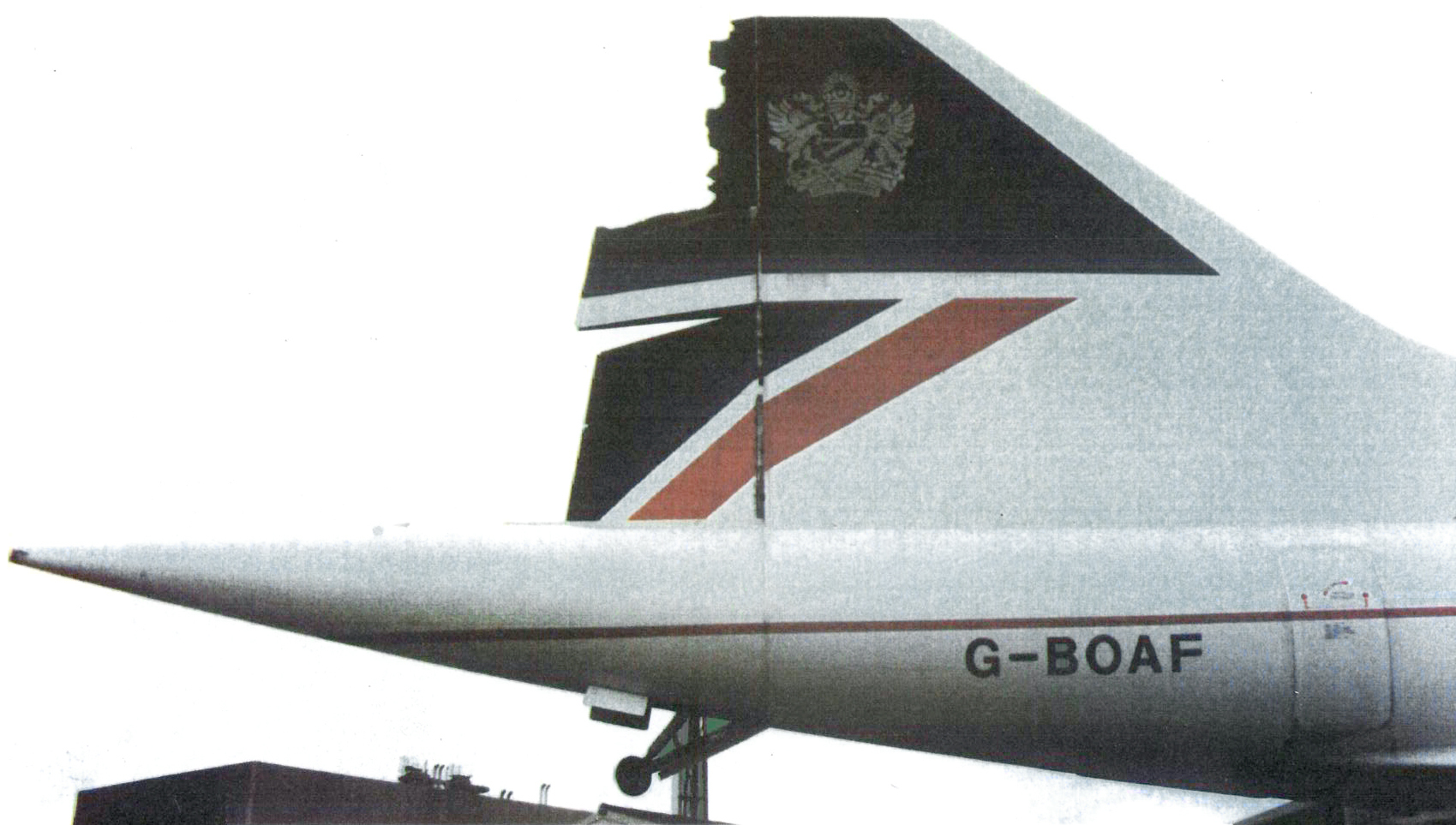
超音速飛行中にラダーが破損したブリティッシュ・エアウェイズのコンコルド（1989年）

- 1971年9月24日、イギリス政府がソ連外交官ら105人をスパイ容疑で国外追放した[20]。このスパイ網は、コンコルドの開発を妨害し、就航を遅らせようとしたものであった[21]。
- 1989年4月12日に、クライストチャーチからシドニーに向けて飛行中のブリティッシュ・エアウェイズのコンコルドのラダーが破損したものの、無事にシドニー国際空港に到着した。
- ブリティッシュ・エアウェイズは、ヒースロー空港ターミナル5とジョン・F・ケネディ国際空港に、コンコルド搭乗客専用の空港ラウンジ『コンコルド・ルーム』を用意していた。退役後はファーストクラス専用ラウンジとして利用されている[22]。
- フランスの研究チームが1973年6月30日に西アフリカで見られた皆既日食の調査のため、001号機に観測窓などを追加した改造機を使用した。その際、添乗した科学調査団が機内から「UFOのようなもの」を撮影、フランス放送協会のテレビ放送でその写真が公開されたことがある[23]。
- フランク・プゥルセル、C・M・シェーンベルク共同作曲の『夢の飛行（コンコルド）』という、コンコルドをテーマにした楽曲がある。フランク・プゥルセル・グランド・オーケストラの演奏によるこの曲では、効果音としてエンジン音（左右方向に飛び去る音）が使われており、曲自体もこのエンジン音から始まる。
- 映画「エアポート'80」で、主役のアラン・ドロンが操縦するなど主役級の座を得ている。
- 映画「ワイルド・ギース」で、リチャード・バートン演じるフォークナー大佐が、イギリスヒースロー空港に到着する際の乗機として登場する。
- 映画「007/ムーンレイカー」で、ロジャー・ムーア演じるジェームズ・ボンド中佐が、ブラジルリオデジャネイロ国際空港に到着する際の乗機として登場する。
- 「空飛ぶモンティ・パイソン」の初期のスケッチに、コンコルドをネタにした「英仏共同開発の空飛ぶヒツジ」がある。
- 性能は高いが、あまりにも費用も高く採算性の取れないもの、つまり費用対効果が低い（コストの回収ができない）ものや、失敗することを予測しつつも、これまでに投じた投資を無駄にしたくないという心理から、計画を中止できずに更に失敗を重ねてしまう様子などに対して、比喩的にコンコルドが使われることがある。コンコルド効果を参照。
- 当時のコンコルド関係者からなる「Club Concorde」が、2019年までにコンコルドを復活させるというプロジェクトを行っているが、計画は難航している。
- かつてはロンドン・ヒースロー空港の隣を走る道路の脇にも、コンコルドの大型模型が展示されていたものの、現在、その模型があった場所はエミレーツ航空のエアバスA380の模型に入れ替えられてしまい、コンコルドの模型は見られなくなった。
- 1970年代半ば、北朝鮮がコンコルドの購入に関心を示していたことがイギリスの公文書から明らかになった。技術的・資金的に維持は困難であると認識されており、購入には政治的な狙いがあったと考えられている[24]。

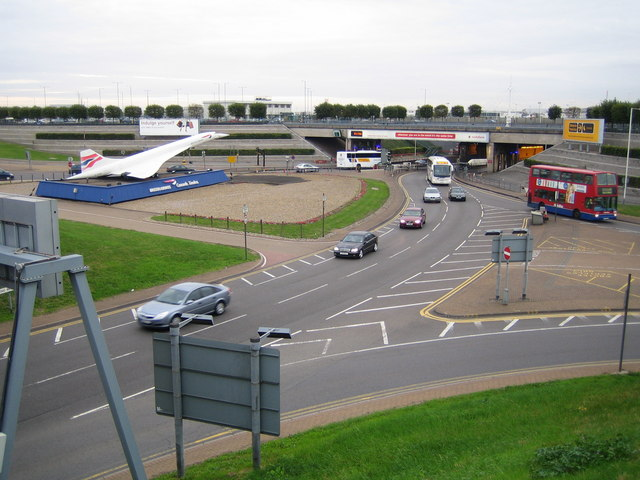
ヒースロー空港の近所に展示されていたコンコルドの模型 (画像の左上)
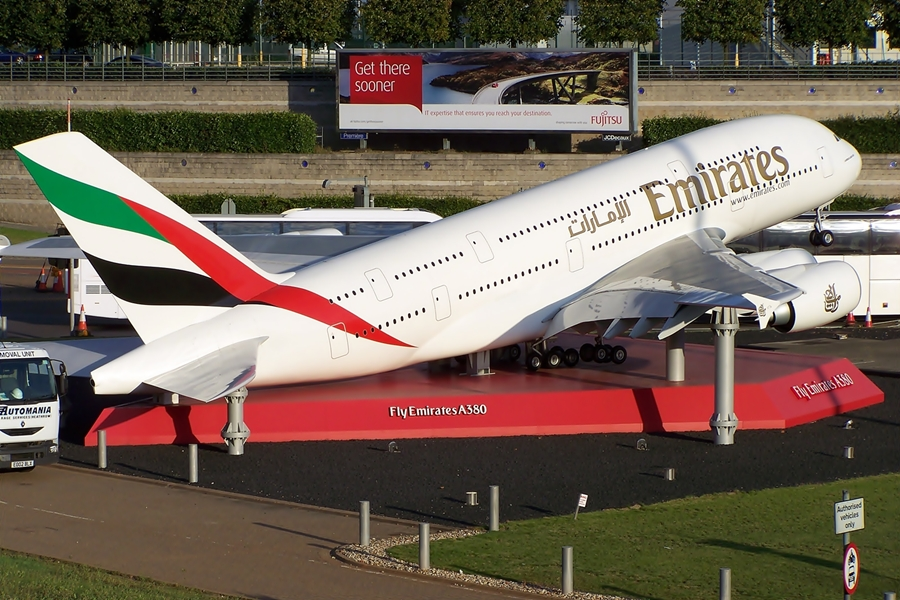
かつてコンコルド模型があった場所には、現在エミレーツ航空のA380の模型に変わった。